# Škoda Superb
Škoda Superb — легковой автомобиль класса D, выпускаемый чешским автопроизводителем Škoda Auto с 2001 года. Название современных автомобилей было позаимствовано у линейки машин, производившихся в 1934—1949 годах. Представлен с кузовами седан, лифтбек и универсал. Является флагманской моделью компании, президент Чехии использует для служебных поездок и официальных выездов Škoda Superb в исполнении Laurin & Klement.
Первое поколение Škoda Superb, выпускавшееся с 2001 по 2008 год, было спроектировано на платформе Volkswagen Group B5 (PL45+), с продольным расположением двигателей. Второе поколение, представленное в 2008 году использовало платформу Volkswagen Group B6 (PQ46) с поперечным расположением силовых агрегатов. Нынешнее поколение, третье по счёту, начали производить в 2015 году на модульной платформе MQB концерна Volkswagen Group, также имеющую поперечное расположение силовых агрегатов.

## Первое поколение (B5, Тип 3U; 2001–2008)
Первоначально седан был представлен на Женевском автосалоне 2001 года под названием Škoda Montreux. В том же году на Франкфуртском автосалоне была представлена серийная версия, уже под именем Superb, что в переводе с английского означает «исключительный», «превосходный»,«выдающийся», европейские продажи новинки начались осенью 2001-го. Первое поколение производилось на заводе Škoda в Квасинах (Чехия), позже сборку наладили в Индии, Украине, Боснии и Казахстане. Первое поколение было спроектировано на универсальной платформе Volkswagen Group B5 (PL45+), которая использовалась также для производства Audi A4 в кузове 8D, платформа B5 (с 1994) и позднее Volkswagen Passat пятого поколения (с 1997). Колёсную базу по сравнению с VW Passat увеличили на 10 см (и ещё более на фоне A4). Удлинённое шасси первоначально разрабатывалось для Shanghai-VW, отделения Volkswagen Group в Китае. Машина позиционировалась как бизнес-класс, поэтому в Volkswagen Passat B5 LWB и было применено такое решение – обеспечить дополнительное пространство для пассажиров на заднем сидении, путём увеличения базы. В 2002 году, также на автосалоне в Женеве, публике был представлен концепт-кар Škoda Tudor – спортивное купе на основе седана Superb, но в серию такая машина не пошла. Сегодня автомобиль хранится в запасниках марки в г. Млада-Болеслав (Чехия).

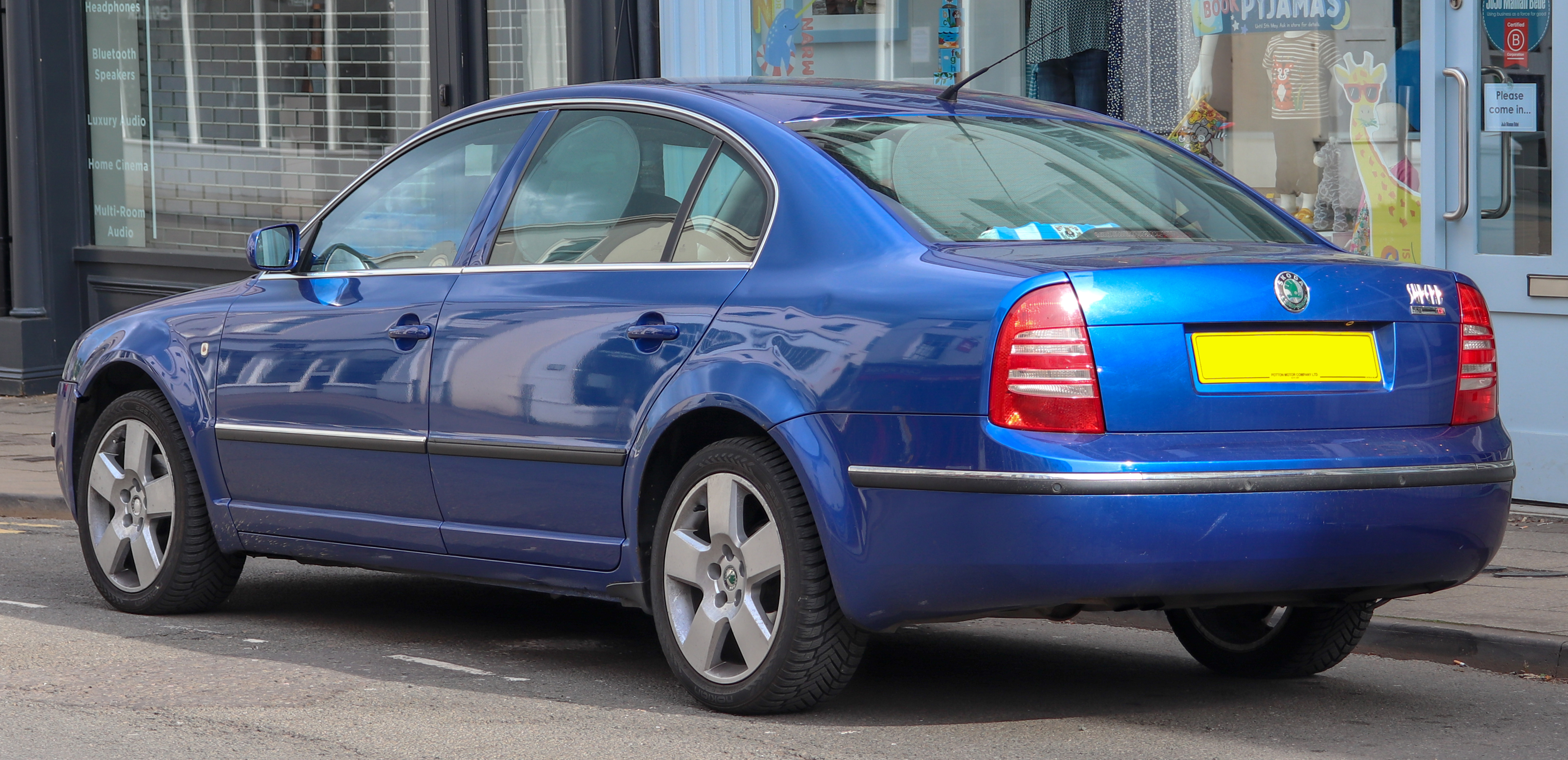
Skoda Superb (B5) 2005 года

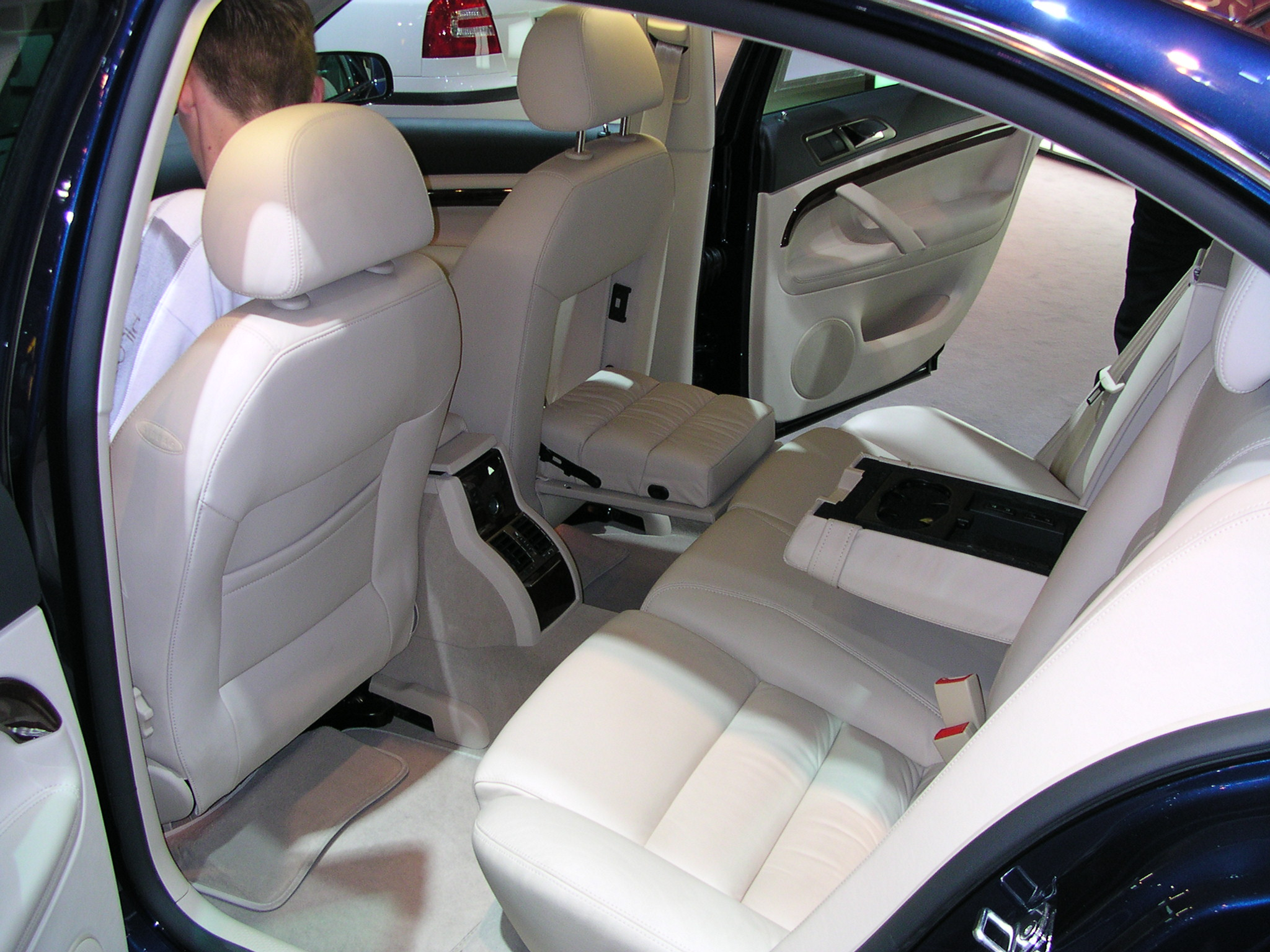
Видны коврики Lounge Step и разложенная спинка переднего сиденья Footboard

Ряд устанавливаемых бензиновых и дизельных двигателей соответствовал «соплатформенникам» от Volkswagen, также имевшим продольное расположение силового агрегата: Volkswagen Passat (B5) и Audi A4 (B5) и Audi A4 (B6). Наиболее доступные комплектации оснащались 2,0-литровым бензиновым 4-цилиндровым двигателем мощностью 115 л. с. или 1,9-литровым 4-цилиндровым турбодизелем мощностью 101 л. с. Более дорогие предлагались с 1,9-литровым 4-цилиндровым турбодизелем мощностью 130 л. с., 2,8-литровым бензиновым V6 мощностью 193 л. с., либо с V6 турбодизелем 2,5 TDI мощностью 163 л. с. Позже в гамме появились и другие варианты бензиновых и дизельных двигателей. Список предлагаемых трансмиссий состоял из 5- или 6-ступенчатой механической коробки передач, и 5-скоростного «типтроника» ZF.
С самого начала для модели предлагались фронтальные и боковые подушки безопасности, ABS, EDS (электронная имитация блокировки дифференциала). В качестве опций фигурировали: ASR (противобуксовочная система), MSR (система позволяющая избежать блокировки ведущих колёс на скользкой дороге, когда водитель слишком быстро отпускает педаль акселератора или некорректно включает низшую передачу), ESP (электронная система контроля устойчивости), бортовой компьютер с многофункциональным экраном, кондиционер или климат-контроль, несколько видов аудиосистем, биксеноновые фары, омыватели фар. Также в число дополнительного оборудования входили: многофункциональный руль, круиз-контроль, датчик дождя, датчики парковки, навигационная система, электрическое сиденье водителя с памятью положений, сиденье пассажира с электроприводом, подогрев передних и задних сидений, салонное зеркало заднего вида с автоматическим затенением, электрические регулируемые и автоматически складывающиеся наружные зеркала заднего вида с памятью положений и подогревом, отделка сидений кожей. В оснащение модели входили такие необычные опции, как: фирменный зонт, размещённый в специальной нише в задней двери, Footboard — лючок, размещённый в спинке переднего правого кресла, для возможности вытянуть ноги пассажиру сидящему сзади, Lounge Step — оригинальные коврики имеющие форму подставки для ног задних пассажиров. 
В 2005 году концерн Volkswagen запустил в Китае производство Volkswagen Passat Lingyu, который был сконструирован на основе кузова и технологий Škoda Superb первого поколения. Отличия состояли в том, что дизайн передней и задней частей автомобиля был изменён в стиле других моделей, выпускаемых под брендом Volkswagen.

### Рестайлинг 2006 года
В августе 2006 года был произведён небольшой рестайлинг модели Superb, включивший в себя установку иной решётки радиатора, новых фар, повторителей указателей поворота, встроенных в наружные зеркала заднего вида, и новых задних фонарей C-образной формы. Изменения коснулись также интерьера и комплектаций автомобиля. К первоначальным вариантам добавился топовый — Laurin & Klement, отличавшийся специальной отделкой салона и более богатым оснащением.

### Безопасность

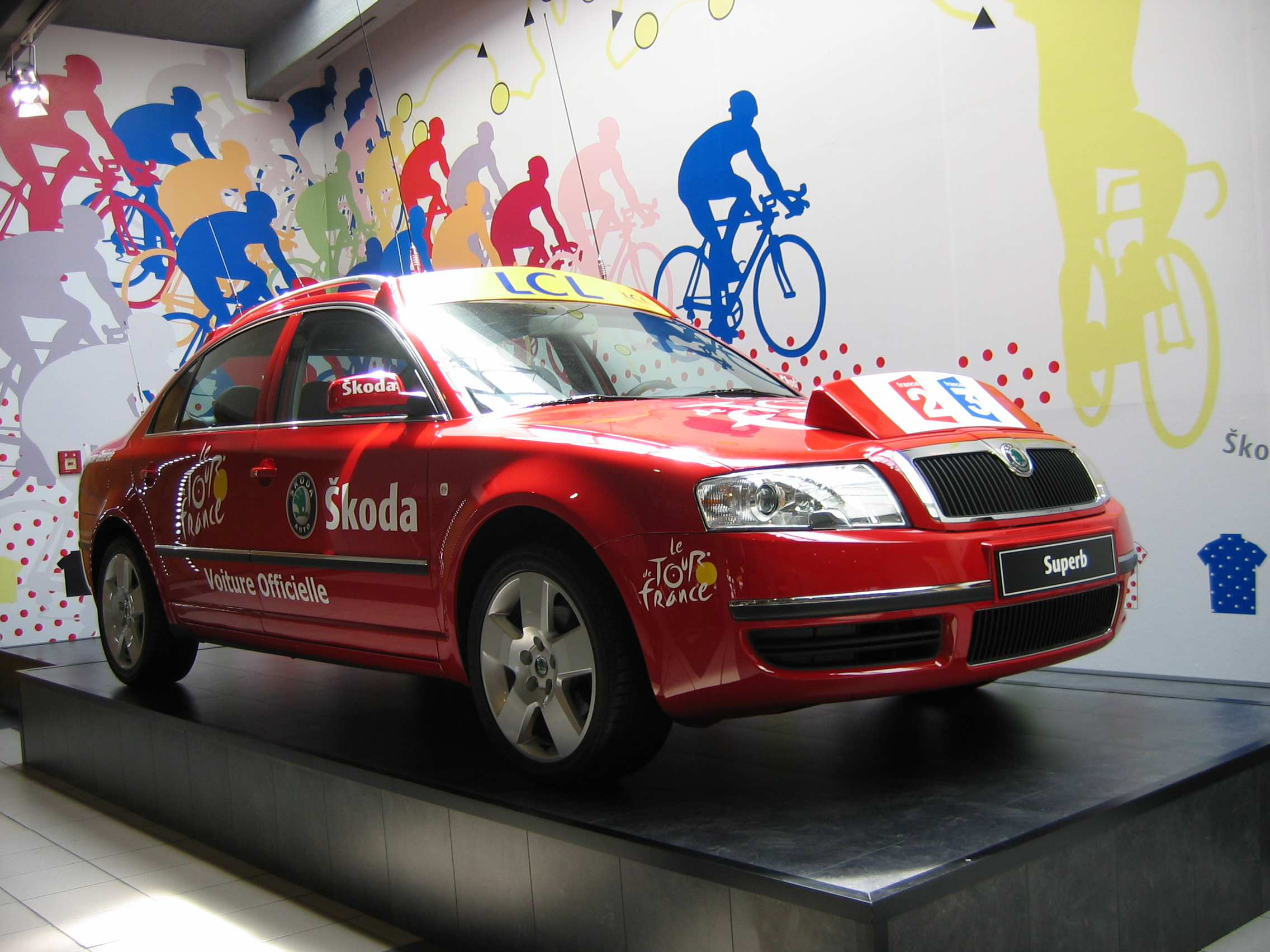
Škoda Superb выполнявший роль штабного автомобиля во время велогонки Тур де Франс

Škoda Superb прошла тест Euro NCAP в 2003 году:
| Euro NCAP                                                         | Euro NCAP | Euro NCAP | Euro NCAP |
| ----------------------------------------------------------------- | --------- | --------- | --------- |
| Рейтинги                                                          | Пассажир  |           | 26        |
| Рейтинги                                                          | Пешеход   |           | n/a       |
| Протестированная модель: Škoda Superb 1.9 TDi Comfort, LHD (2003) |           |           |           |

### Двигатели и трансмиссии
Обзор двигателей и трансмиссий для Škoda Superb B5, Тип 3U:
| Название     | Код двигателя (семейство) | Рабочий объём | Мощность при об/мин | Крутящий момент при об/мин | Макс.скорость | Разгон 0–100 км/ч [сек] |
| ------------ | ------------------------- | ------------- | ------------------- | -------------------------- | ------------- | ----------------------- |
| 1.8 R4 20v T | AWT                       | 1781 cc       | 150 л. с. при 5700  | 210 Нм при 1750            | 216 км/ч      | 9,5                     |
| 2.0 R4 8v    | AZM (EA827)               | 1984 cc       | 115 л. с. при 5400  | 172 Нм при 3500            | 196 км/ч      | 11,6                    |
| 2.8 V6       | ACK/APR                   | 2771 cc       | 193 л. с. при 6000  | 281 Нм при 3200            | 237 км/ч      | 8,0                     |
| 1.9 TDI-PD   | AVB (EA188)               | 1896 cc       | 101 л. с. при 4000  | 249 Нм при 1900            | 188 км/ч      | 13,2                    |
| 1.9 TDI-PD   | BLS (EA188)               | 1896 cc       | 104 л. с. при 4000  | 249 Нм при 1900            | 192 км/ч      | 12,3                    |
| 1.9 TDI-PD   | BPZ (EA188)               | 1896 cc       | 114 л. с. при 4000  | 249 Нм при 1900            | 192 км/ч      | 12,3                    |
| 1.9 TDI-PD   | AWX (EA188)               | 1896 cc       | 128 л. с. при 4000  | 292 Нм при 1750-2500       | 204 км/ч      | 10,4                    |
| 2.0 TDI-PD   | BKD (EA188)               | 1968 cc       | 138 л. с. при 4000  | 320 Нм при 1900            | 214 км/ч      | 9,6                     |
| 2.5 V6 TDI   | AYM/BDG                   | 2496 cc       | 163 л. с. при 4000  | 350 Нм при 1250            | 224 км/ч      | 9,2                     |

## Второе поколение (B6, Тип 3T; 2008–2015)
В марте 2008 года на автосалоне в Женеве было представлено второе поколение Škoda Superb, спроектированное на платформе Volkswagen Group B6 (PQ46), с поперечной установкой двигателя под капотом. В апреле началось производство второго поколения в Квасинах. Позже сборка осуществлялась также в Китае, Индии, Украине, Казахстане. Основным типом кузова вместо классического седана стал лифтбек, для задней двери которого использовалась инновационная технология Twindoor, которая позволяла открываться ей по выбору пользователя и как обычной крышке багажника седана, и как пятой двери лифтбека, то есть вместе с задним стеклом. Колёсная база Škoda Superb второго поколения (2761 мм) оказалась на 42 мм короче по сравнению с предыдущей версией. В то же время, за счёт перехода от продольного расположения двигателя к поперечному, длина салона не уменьшилась, а увеличилась. Универсал представили прессе в июне 2009-го, а дебютировал он на автосалоне во Франкфурте в сентябре того же года. Superb Combi стал универсалом с самым большим объёмом багажника среди соплатформенников по Volkswagen Group, опередив по этому показателю Volkswagen Passat Variant и Audi A4 Avant, и рекордным в классе D. Объём багажного отделения составлял 633 литра, а при сложенных задних сиденьях он увеличивался до 1865 литров.

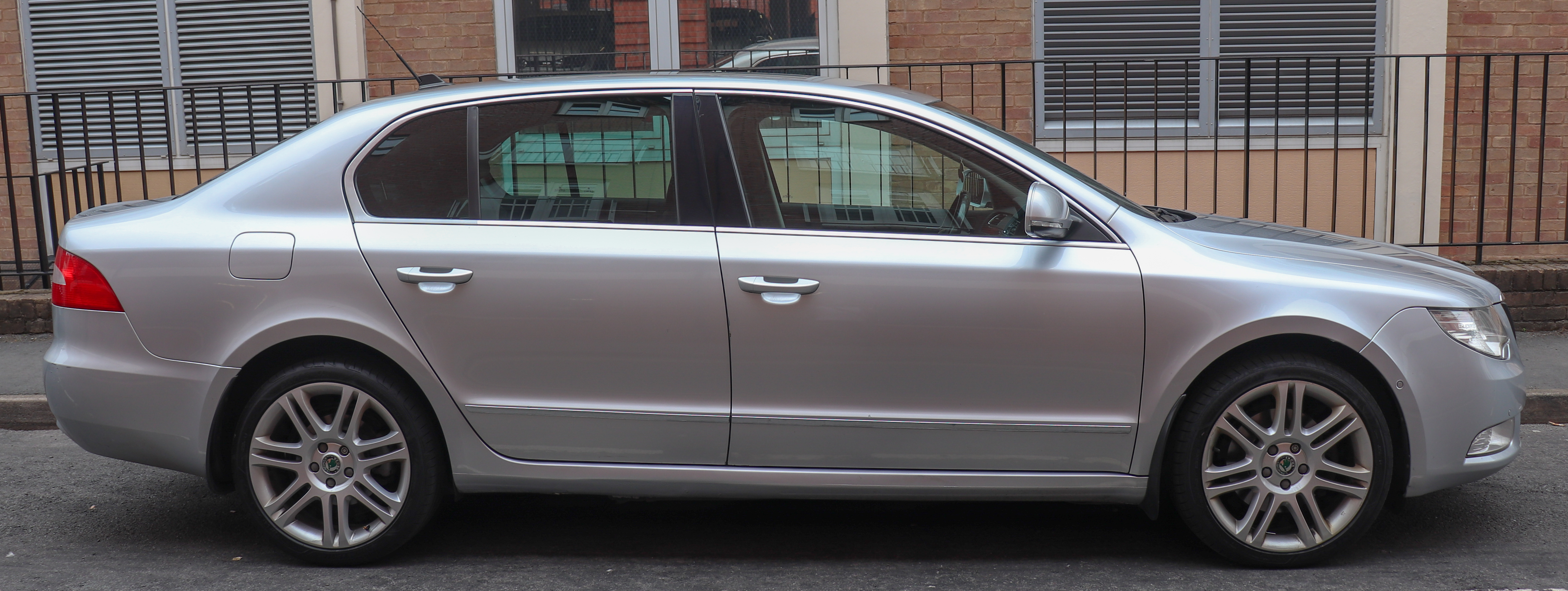
Škoda Superb (B6) 2009 года в профиль

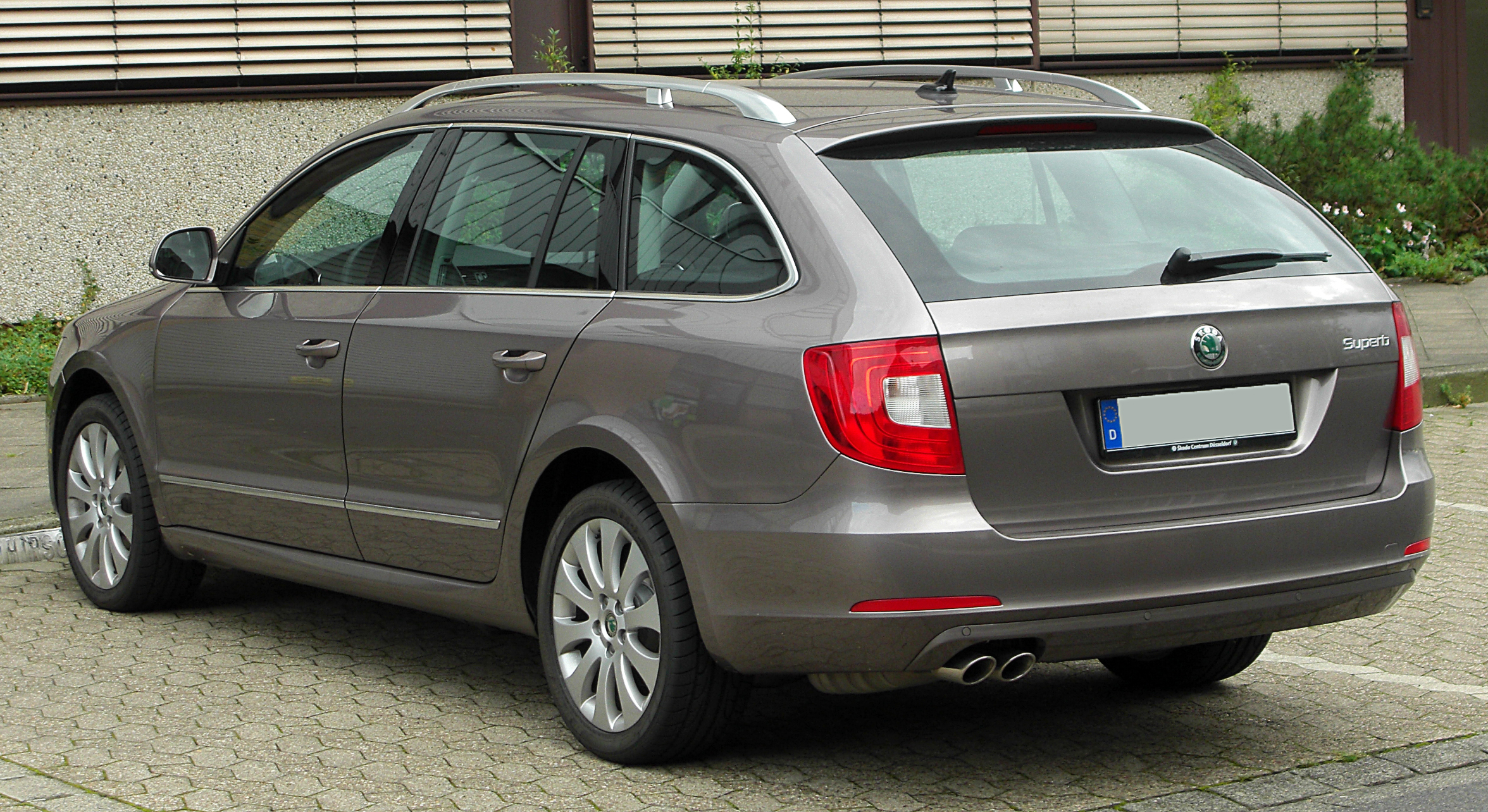
Универсал Škoda Superb Combi (B6) 2010 года

Линейка бензиновых двигателей первоначально состояла из шести моторов концерна Volkswagen: двух 4-цилиндровых турбированных бензиновых TSI: объёмом 1,4 литра (мощностью 125 л. с.) и 1,8-литра (мощностью 152 л. с. или 160 л. с. на разных рынках), плюс флагманский атмосферный VR6 объёмом 3,6 литра и мощностью 260 л. с., который агрегатировался только с полным приводом и 6-ступенчатой роботизированной трансмиссией DSG. Ряд дизельных двигателей состоял из трёх турбированных вариантов: 1,9-литрового мощностью 105 л. с. и двух 2-литровых мощностью 140 л. с. или 170 л. с. В 2010 году линейка двигателей была обновлена. Стал доступен 2-литровый бензиновый мотор TSI мощностью 200 л. с. В ряду турбодизелей вместо прежних моторов с впрыском Pumpe Düse (насос-форсунка) пришли новые, с системой Common Rail, все — с фильтрами твёрдых частиц (DPF). Наиболее экономичной стала версия GreenLine, с турбодизелем 1.6 TDI CR мощностью 105 л. с., с системой «старт-стоп» и рекуперацией тормозной энергии, средний расход топлива которой составлял 4,4 л/100 км, а уровень выбросов CO2 — 114 г/км. Трансмиссии для модели второго поколения предлагались в следующих вариантах: 5- или 6-ступенчатая механическая коробка передач, либо 6- или 7-ступенчатая роботизированная КПП DSG. Привод на передние колёса или на все четыре, при помощи муфты Haldex четвёртого поколения.
Для Superb II предлагался обширный список стандартного и дополнительного оборудования, включающего: биксеноновые адаптивные фары, передние и задние датчики парковки, автоматическую систему помощи при парковке, датчик падения давления в шинах, систему навигации с 6,5-дюймовым цветным сенсорным экраном, систему мультимедиа с жёстким диском на 30 гигабайт, ТВ-приёмником и 6-дисковым CD/DVD-чейнджером, электрически регулируемые сиденья и зеркала заднего вида, датчик дождя, люк в крыше со встроенными солнечными батареями, обеспечивающими охлаждение воздуха и его циркуляцию в салоне автомобиля во время стоянки, передние и задние сиденья с подогревом, вентилируемые передние сиденья с кожаной обивкой. Устанавливались до девяти подушек безопасности, включая коленную для водителя, и надувные занавески. Для Superb Combi в качестве опции стала доступна панорамная крыша c люком.
В июне 2012 года в Швеции поступила в продажу модификация универсала с полным приводом, увеличенным на 20 мм дорожным просветом, с защитой днища и картера двигателя, пластиковыми защитными накладками по периметру нижней части кузова и вокруг колёсных арок. По аналогии с Subaru Outback и Volvo XC70 она получила «внедорожное» название AllDrive. А с июля 2012 года по всей Европе начались продажи версии Outdoor со стайлинг-пакетом в виде пластиковых накладок, который стал доступен для практически всех вариантов Superb Combi, включая переднеприводные.
В 2009 году Škoda представила китайский Superb второго поколения на автосалоне в Шанхае, под названием Superb Hao Rui. Летом того же года начались его продажи на местном рынке. Внешне такая версия отличалась от европейской иной решёткой радиатора с обилием хрома.

### Рестайлинг 2013 года

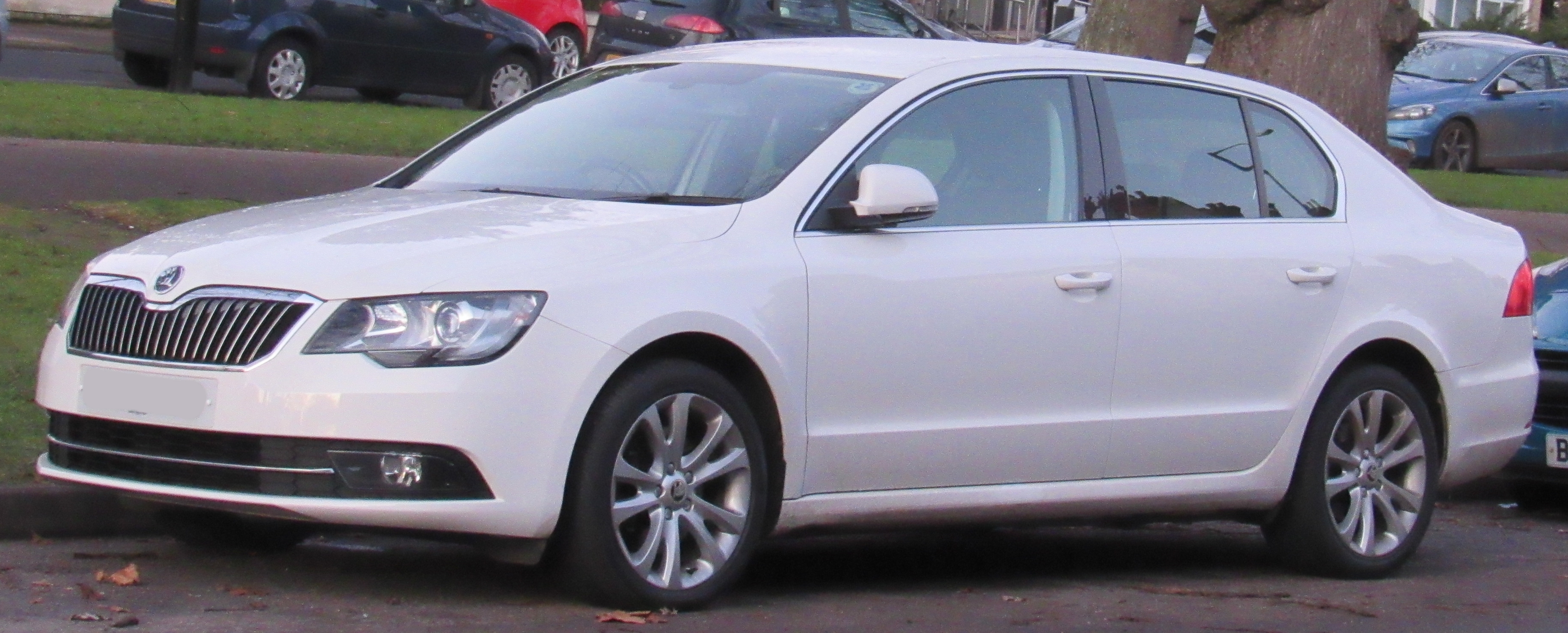
Рестайлинговый Škoda Superb (B6) 2014 года

В апреле 2013 года на Шанхайском автосалоне Škoda представила рестайлинговую версию Superb, поступившую в продажу на европейском рынке в июне того же года. Обновлению подвергся дизайн передней и задней части кузова. Изменились форма капота, радиатора, бамперы, крылья, форма заводской эмблемы, крепление заднего номера переехало с бампера на пятую дверь. Передние фары стали оснащаться встроенными светодиодными ходовыми огнями, задние фонари также стали оснащаться светодиодами уже в базовой комплектации. Появились электропривод пятой двери и возможность для задних пассажиров двигать вперёд переднее пассажирское сидение при помощи электропривода, увеличивая пространство для ног. Появилась версия с полным приводом и роботизированной коробкой передач DSG для топового двухлитрового дизельного двигателя мощностью 170 л. с. Список дополнительных функций также был расширен. В частности, система помощи при парковке, в дополнение к параллельной парковке, стала способна парковаться перпендикулярно. С начала 2014 года для обновленных Superb Combi стал доступен дизайн-пакет Outdoor.

### Отзывы
Škoda Superb второго поколения получил звание «Лучший люксовый автомобиль» 2009 года по версии журнала Top Gear (Великобритания), получил премию «Золотой Клаксон» от российского журнала «Клаксон» в категории «Автомобиль бизнес-класса», был назван «Лучшим иностранным автомобилем» 2012 года (набрал более 22% голосов) по версии журнала Auto, Motor und Sport (Германия) и «Лучшим семейным автомобилем» по версии журнала Money (Австралия). Одержал победу в исследовании компании J.D. Power, проведённом с декабря 2012 года по февраль 2013 года, и посвящённом выявлению модели в наибольшей степени вызывающей удовлетворенность владельцев транспортных средств Великобритании.

### Безопасность

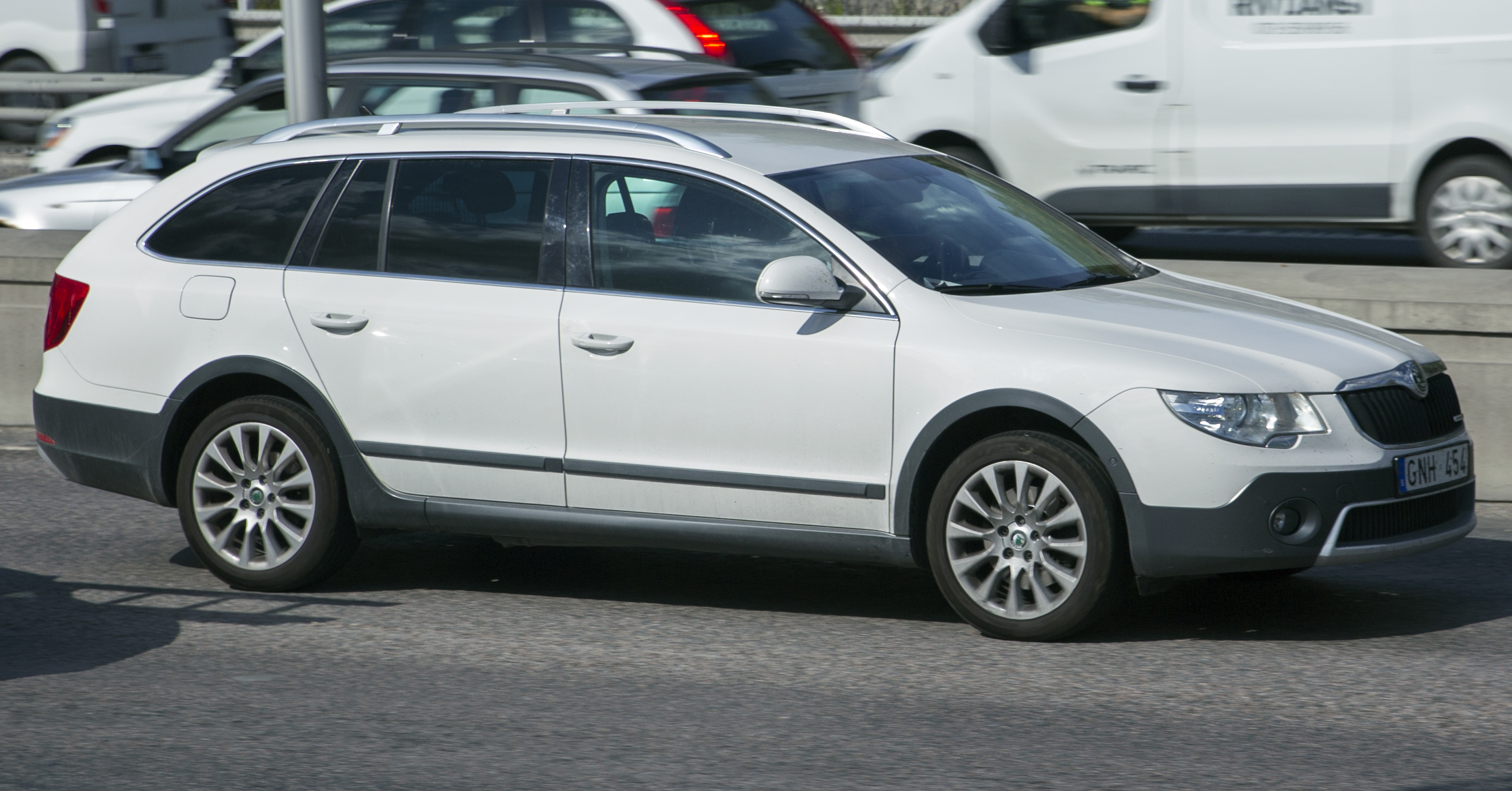
Škoda Superb AllDrive, 2013 год

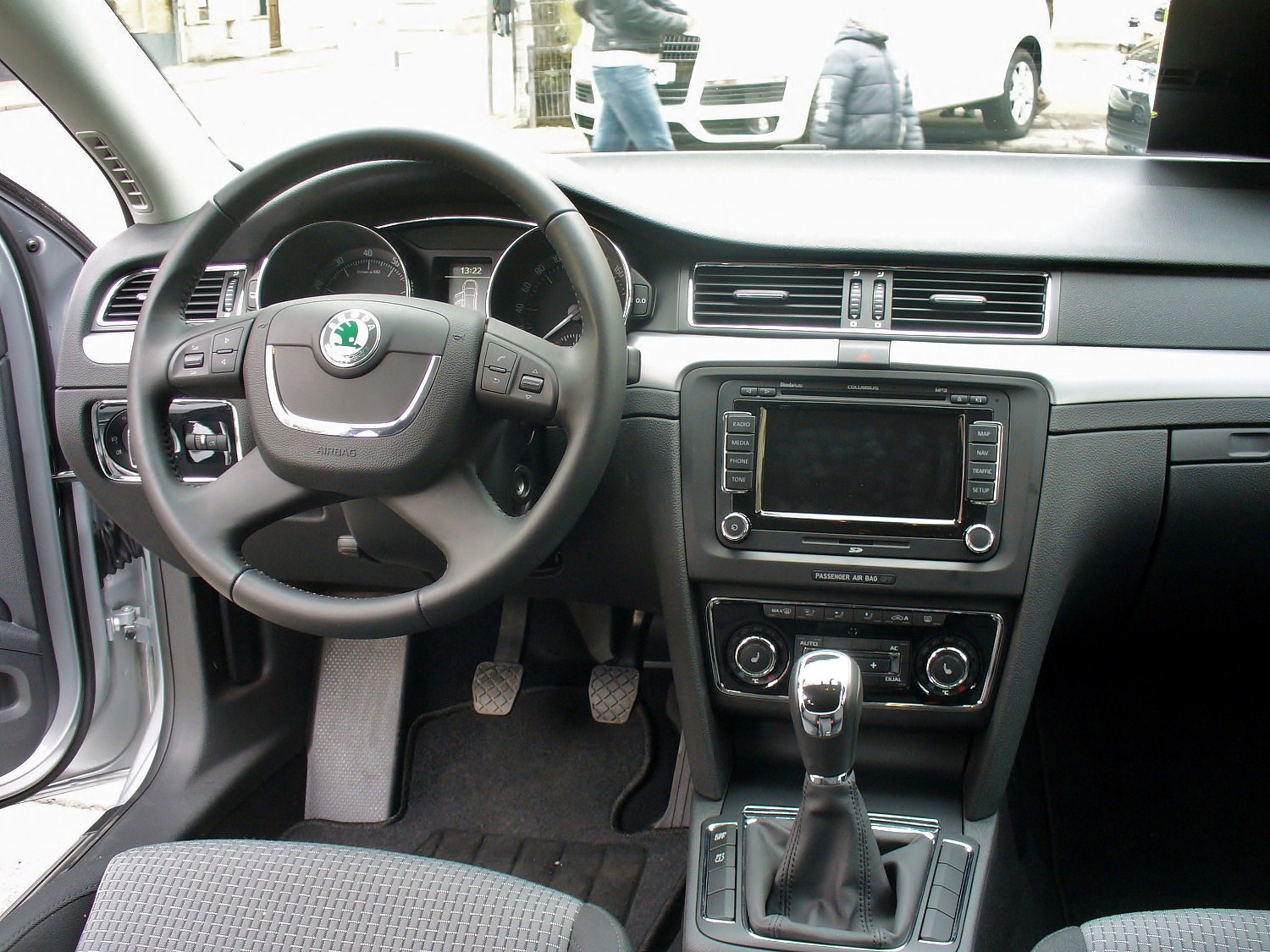
Интерьер Škoda Superb (B6)

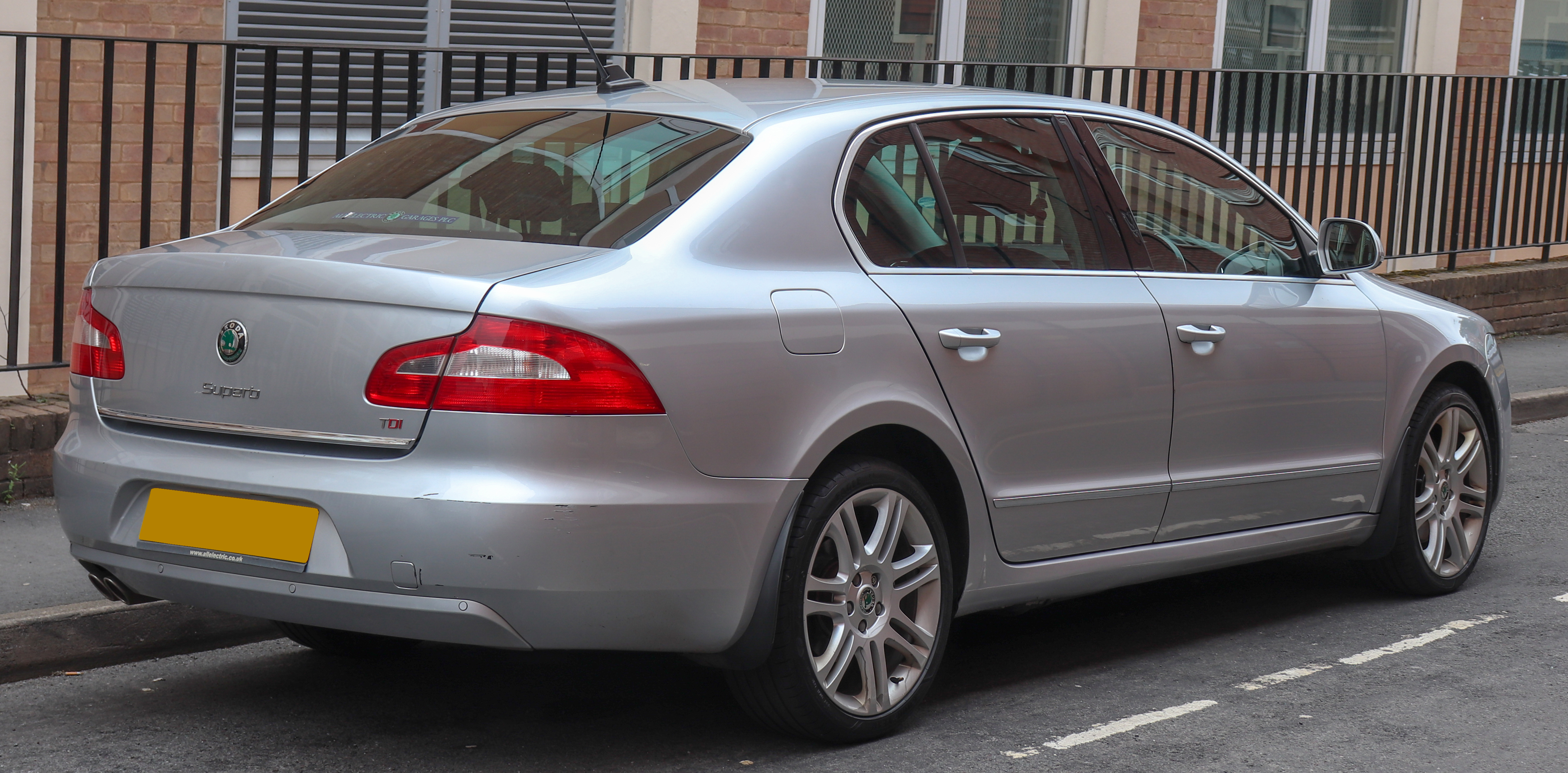
Škoda Superb (B6) 2009 года

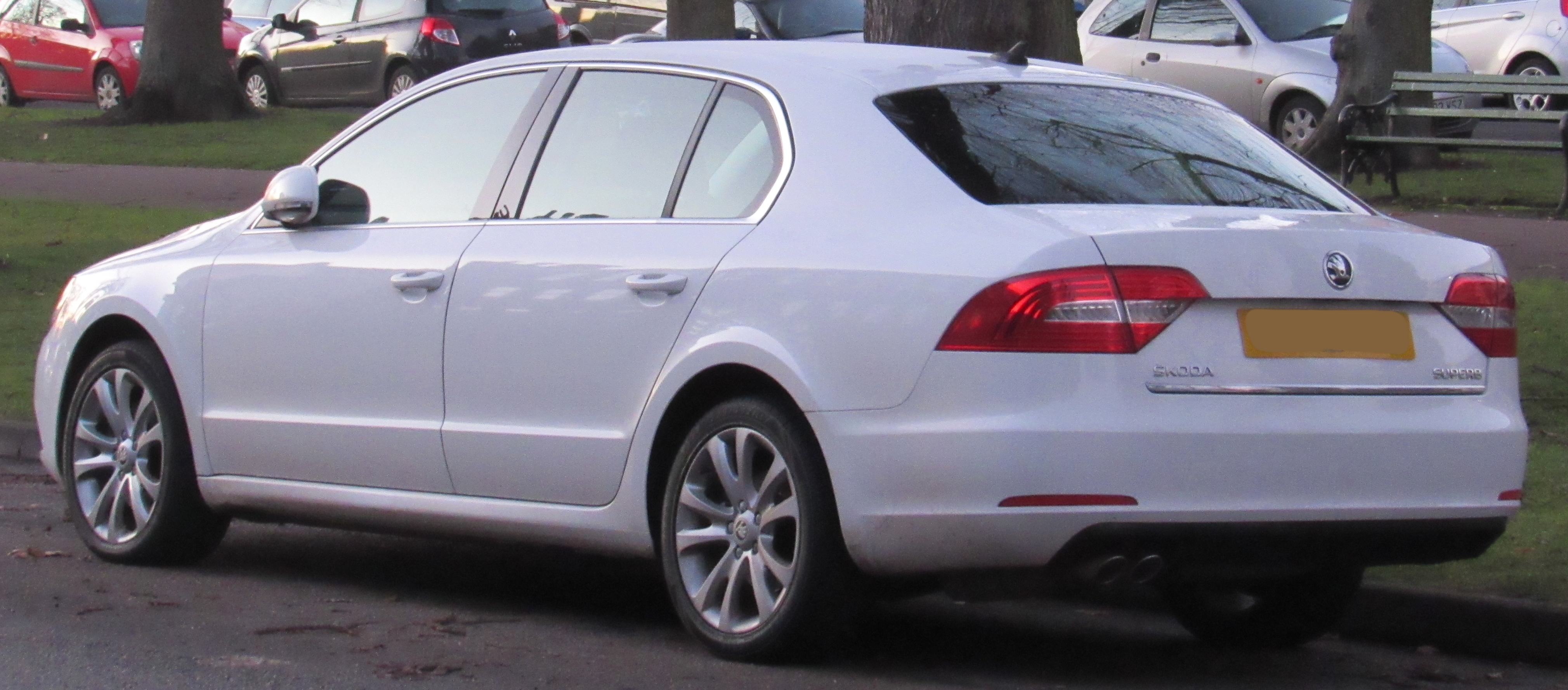
Škoda Superb (B6) 2014 года

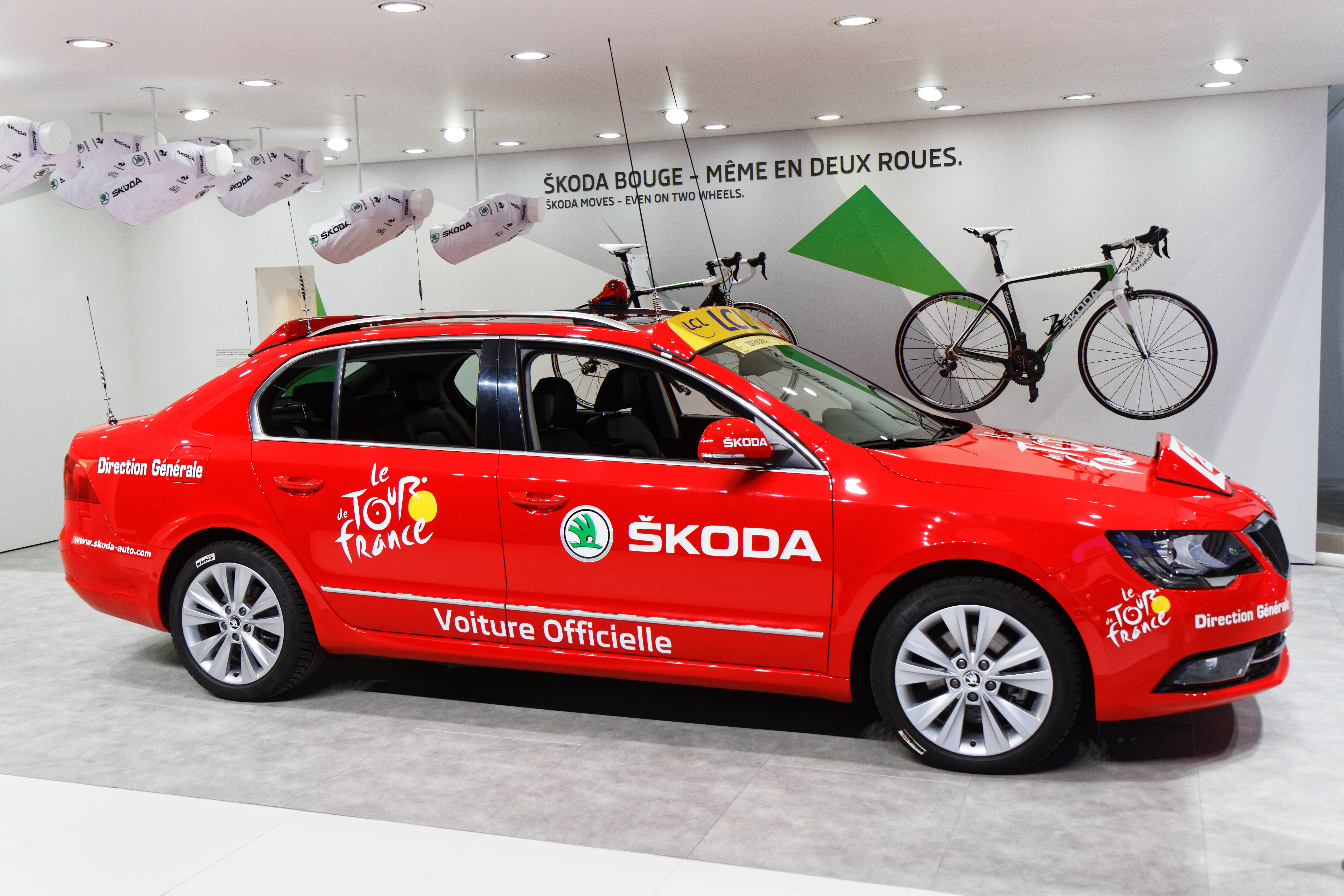
Škoda Superb выполнявший роль штабного автомобиля во время велогонки Тур де Франс

Второе поколение прошло тесты Euro NCAP в 2008 и 2009 годах:
| Euro NCAP                                                            | Euro NCAP | Euro NCAP | Euro NCAP |
| -------------------------------------------------------------------- | --------- | --------- | --------- |
| Рейтинги                                                             | Пассажир  |           | 35        |
| Рейтинги                                                             | Ребёнок   |           | 40        |
| Рейтинги                                                             | Пешеход   |           | 18        |
| Протестированная модель: Škoda Superb 2.0 TDI 'Ambition', LHD (2008) |           |           |           |

| Euro NCAP                                                            | Euro NCAP | Euro NCAP | Euro NCAP             |
| -------------------------------------------------------------------- | --------- | --------- | --------------------- |
| · общий рейтинг                                                      |           |           |                       |
| 90%                                                                  | 81%       | 50%       | 71%                   |
| взрослый пассажир                                                    | ребёнок   | пешеход   | активная безопасность |
| Протестированная модель: Škoda Superb 2.0 TDI 'Ambition', LHD (2009) |           |           |                       |

### Двигатели и трансмиссии
Обзор двигателей и трансмиссий для Škoda Superb B6, Typ 3T:
| Название                       | Годы выпуска | Код двигателя (семейство) | Рабочий объём | Мощность при об/мин               | Крутящий момент при об/мин | Макс.скорость | Разгон 0–100 км/ч [сек] |
| ------------------------------ | ------------ | ------------------------- | ------------- | --------------------------------- | -------------------------- | ------------- | ----------------------- |
| 1.4 TSI 92 kW                  | 2008–2015    | CAXC (EA111)              | 1390 cc       | 92 кВт (125 л. с.) при 5000       | 200 Нм при 1500–4000       | 204 км/ч      | 10,5                    |
| 1.8 TSI 112 kW                 | 2009–2015    | CDAB (EA888)              | 1798 cc       | 112 кВт (152 л. с.) при 4300–6200 | 250 Нм при 1500–4200       | 219 км/ч      | 8,8                     |
| 1.8 TSI 118 kW                 | 2008–2015    | CDAA (EA888)              | 1798 cc       | 118 кВт (160 л. с.) при 4500–6200 | 250 Нм при 1500–4200       | 219 км/ч      | 8,4                     |
| 2.0 TSI 147 kW                 | 2010–2015    | (EA888)                   | 1984 cc       | 147 кВт (200 л. с.) при 5100–6000 | 280 Нм при 1700–5000       | 240 км/ч      | 7,7                     |
| 3.6 FSI VR6 191 kW             | 2008–2015    | (EA390)                   | 3597 cc       | 191 кВт (260 л. с.) при 6000      | 350 Нм при 2500–5000       | 250 км/ч      | 6,4                     |
| 1.6 TDI CR DPF 77 kW           | 2010–2015    | CAYC (EA189)              | 1598 cc       | 77 кВт (105 л. с.) при 4400       | 250 Нм при 1500–2500       | 194 км/ч      | 12,1                    |
| 1.6 TDI CR DPF 77 kW GreenLine | 2010–2015    | CAYC (EA189)              | 1598 cc       | 77 кВт (105 л. с.) при 4400       | 250 Нм при 1500–2500       | 197 км/ч      | 12,2                    |
| 1.9 TDI PD 77 kW               | 2008–2010    | (EA188)                   | 1896 cc       | 77 кВт (105 л. с.) при 4000       | 250 Нм при 1900            | 190 км/ч      | 12,5                    |
| 1.9 TDI PD 77 kW GreenLine     | 2008–2010    | (EA188)                   | 1896 cc       | 77 кВт (105 л. с.) при 4000       | 250 Нм при 1900            | 193 км/ч      | 12,5                    |
| 2.0 TDI PD DPF 103 kW          | 2008–2010    | (EA188)                   | 1968 cc       | 103 кВт (140 л. с.) при 4000      | 320 Нм при 1800–2500       | 207 км/ч      | 10                      |
| 2.0 TDI CR DPF 103 kW          | 2010–2015    | CFHC (EA189)              | 1968 cc       | 103 кВт (140 л. с.) при 4200      | 320 Нм при 1750–2500       | 205 км/ч      | 10                      |
| 2.0 TDI CR DPF 125 kW          | 2010–2015    | CFJA (EA189)              | 1968 cc       | 125 кВт (170 л. с.) при 4200      | 350 Нм при 1750–2500       | 228 км/ч      | 8,6                     |

## Третье поколение (B8, тип 3V; 2015-2024)
Superb третьего поколения на платформе Volkswagen Group MQB был представлен в феврале 2015 года на специальной презентации в Праге, с участием нескольких сотен VIP-гостей, включая легенду чехословацкой эстрады Карела Готта. Производство лифтбека началось в июне того же года, а универсал стал доступен покупателям в сентябре. 

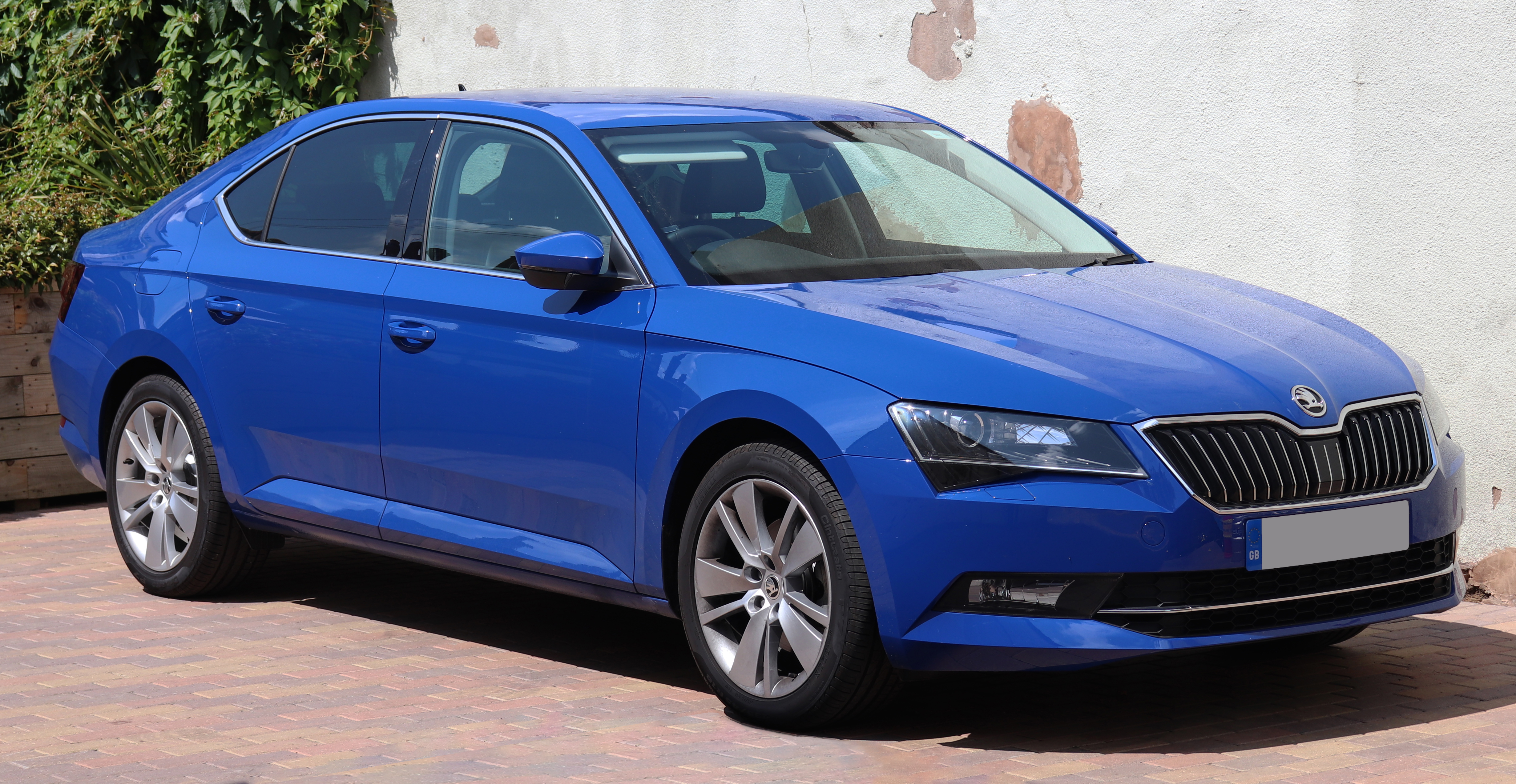
Skoda Superb (B8) до рестайлинга, 2018 год

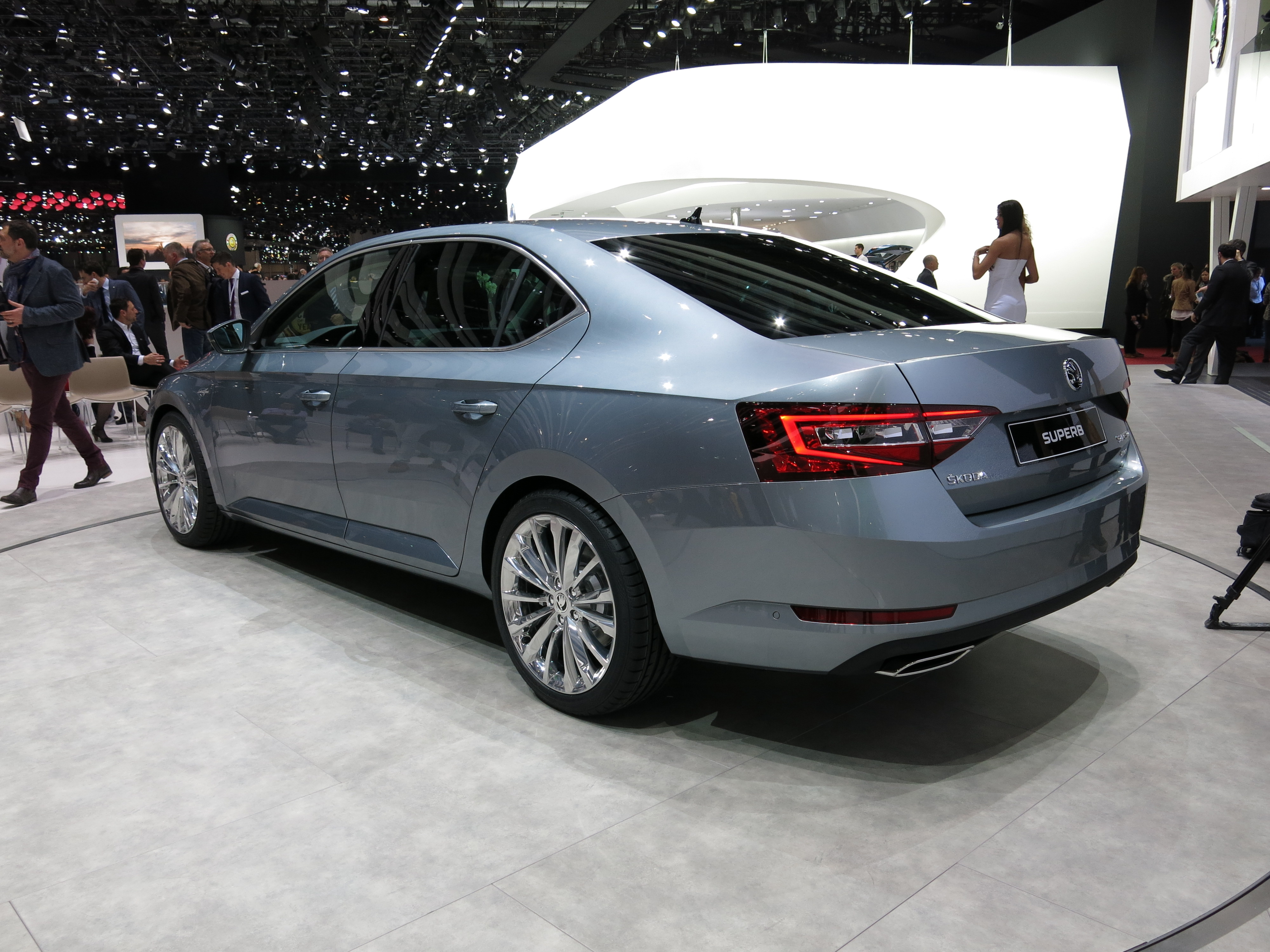
Skoda Superb (B8) до рестайлинга, 2015 год

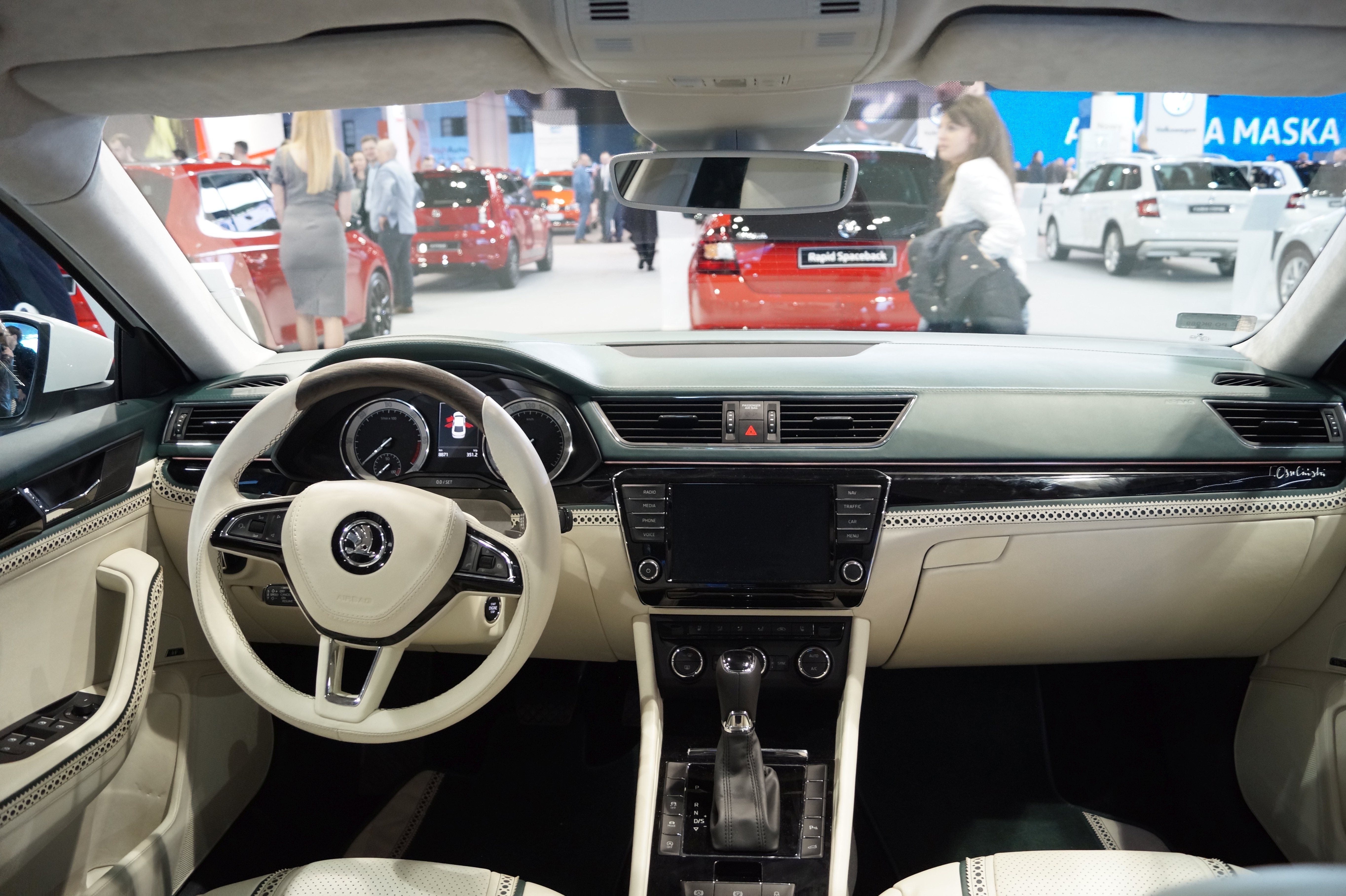
Интерьер Skoda Superb (B8) до рестайлинга, 2016 год

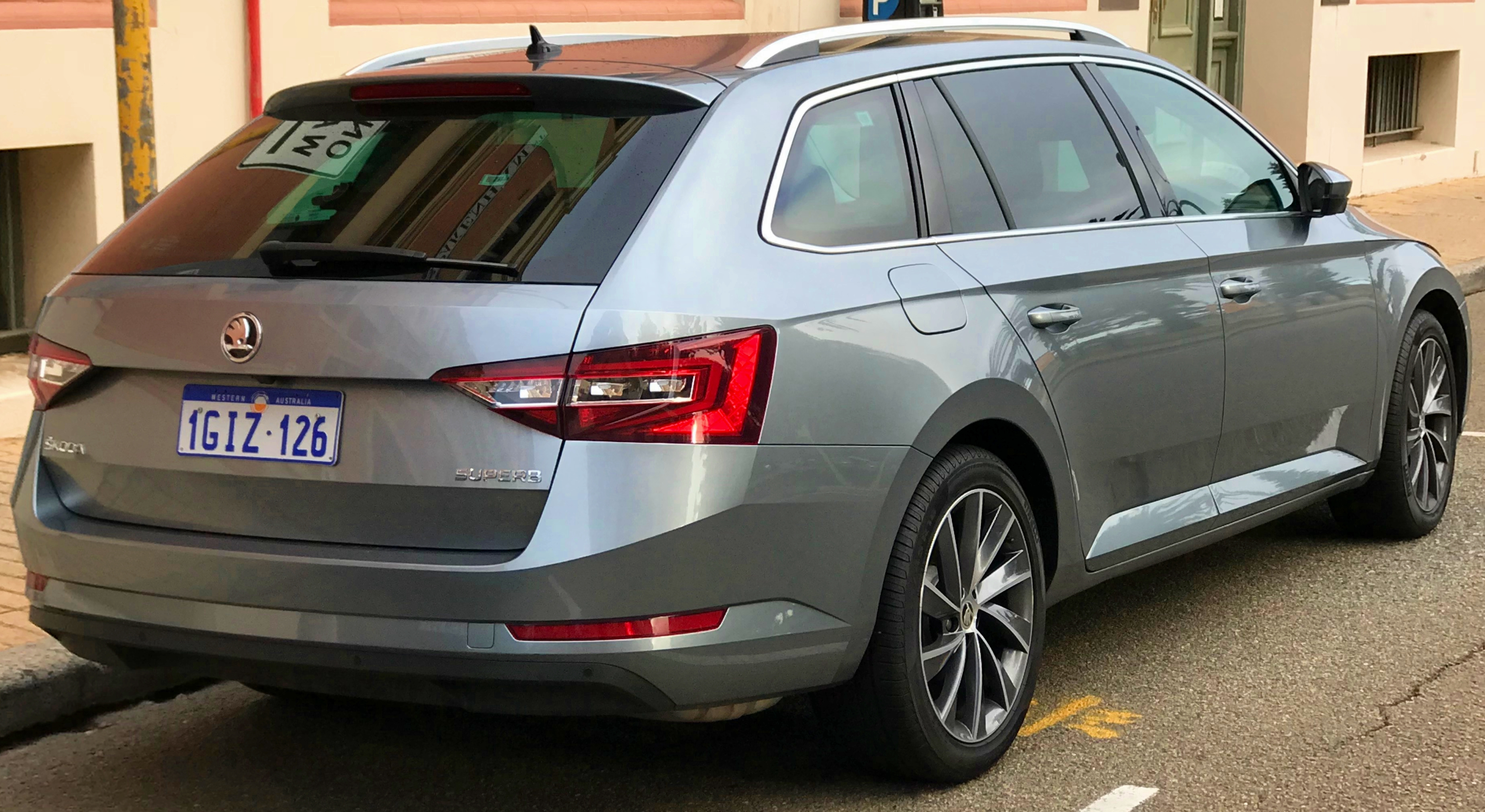
Skoda Superb Combi (B8) до рестайлинга, 2017 год

Шеф-дизайнером модели третьего поколения выступил Йозеф Кабан, он добавил в фары и фонари «Суперба» декоративные узоры в духе традиционного богемского хрусталя. В последующем этот приём стал активно обыгрываться на различных моделях марки Škoda. По сравнению с предшественником модель третьего поколения ненамного увеличилась в габаритах. Длина лифтбека возросла на 28 мм (до 4861 мм), ширина кузова на 50 мм (до 1864 мм), высота на 6 мм (до 1468 мм). Колёсная база также выросла, на 80 мм (до 2841 мм), колея колёс стала больше на 39 мм спереди и на 54 мм сзади. Одновременно с этим увеличился простор в салоне, так в плечах на первом ряду прибавка составила 31 мм, а на втором — 26 мм. Отличительной чертой модели по-прежнему является большой запас места для ног задних пассажиров. Объём багажника увеличился на 30 л и достиг рекордных для D-класса 625 литров до уровня багажной полки. Масса кузова снизилась на 75 кг, а его жёсткость на кручение при этом возросла на 15%, этого удалось добиться благодаря более активному применению высокопрочных сталей. Задняя подъемная дверь лифтбека снова стала обычной, без системы Twindoor, отказ от которой позволил снизить массу кузова и увеличить пространство в багажном отсеке. Универсал Superb Combi III при одинаковой ширине незначительно отличается от лифтбека по длине и высоте, он на 5 мм меньше по длине (4856 мм), но на 9 мм выше (1477 мм). Размер багажного отделения увеличился по сравнению с Superb Combi II: на 27 л до уровня шторки (660 литров) и на 85 л — при сложенных спинках сидений второго ряда (1950 литров). Он вновь стал самым большим в классе D. Благодаря опционному складывающимся переднему пассажирскому креслу, в салоне можно укладывать по диагонали предметы длиной до 3,1 м.
Оснащение автомобиля значительно расширилось по сравнению с предшественником. Уже в базовой комплектации «третий» Superb имеет: электронную систему стабилизации, электронную имитацию блокировки межколёсного дифференциала XDS+ (её работа заметна при агрессивном прохождении поворотов), электрический стояночный тормоз, 6 подушек безопасности. В дополнительное оснащение впервые вошли: адаптивное шасси DCC с электронно-управляемыми амортизаторами, камера заднего вида, система автоматического торможения на городских скоростях. Также в списке опций — адаптивный круиз-контроль, передние сиденья с вентиляцией и электромассажёром, передние и задние сиденья с подогревом, трёхзонный климат-контроль, несколько медиасистем на выбор, навигационная система, высокоскоростной доступ в интернет по Wi-Fi через сим-карту, установленную в медиасистему, панорамный люк в крыше с электроприводом, парковочный ассистент, розетка на 230 В в задней части автомобиля, электропривод пятой двери с бесконтактным открыванием ногой (так называемая «виртуальная педаль»). Из опциональных средств безопасности: ассистент движения по полосе, распознавание дорожных знаков при помощи камер, датчик падения давления в шинах, дополнительные подушки безопасности — задние боковые и коленная для водителя, ассистент перестроения (контролирующий слепые зоны при перестроении), система, подготавливающая машину в ситуации, которую электроника рассматривает как предаварийную: подтягивает ремни безопасности, закрывает стёкла дверей и люк в крыше.
Для владельцев Superb в стандартном исполнении и за дополнительную плату доступно множество так называемых «Простых гениальных решений» (Simply Clever), приятных мелочей, которые помогают в различных повседневных ситуациях. Например: отделения для светоотражающих жилетов в карманах всех дверей, плюс в торцах передних дверей есть специальные ниши с дренажем — для зонтов от дождя, переносной светодиодный фонарик, скребок для льда под заправочным лючком, на боковинах спинок передних сидений — сетчатые кармашки, в задней части салона — держатель для планшета, и многое другое.
Предлагаемая линейка двигателей включает в себя четырёхцилиндровые турбированные агрегаты. Бензиновые TSI серий EA 211 и EA 888 с прямым впрыском топлива, объёмом от 1,4 до 2,0 л (мощностью от 125 до 280 л. с.) и турбодизели серии EA 288 объёмом 1,6 или 2,0 л (мощностью от 120 до 190 л. с.). Коробки передач – механические 6-ступенчатые либо автоматические (роботизированные DSG) 6- или 7-ступенчатые. Наиболее мощные версии могут оснащаться полным приводом с многодисковой муфтой Haldex пятого поколения. Подвеска — MacPherson спереди, многорычажная — сзади.

В среднем Superb стал экономичнее предшественника, в чём заслуга не только силовых агрегатов, но и улучшенной аэродинамики и меньшей массы. В зависимости от комплектации Skoda сбросила вес до 75 кг. Самая экономичная версия GreenLine, с мотором 1.6 TDI мощностью 120 л. с., потребляет до 3,6 л/100 км в загородном цикле. Мощность топовой Škoda Superb 2.0 TSI 4x4 составляет 280 л. с. Максимальная скорость ограничена электроникой на уровне 250 км/ч, разгон от 0 до 100 км/ч занимает 5,5 секунд.
В 2015 году на франкфуртском автосалоне состоялась премьера версии лифтбека SportLine, которую отличают заниженная на 15 мм подвеска, черные декоративные вставки в экстерьере вместо хромированных, машины преимущественно окрашиваются в яркие цвета.

### Рестайлинг

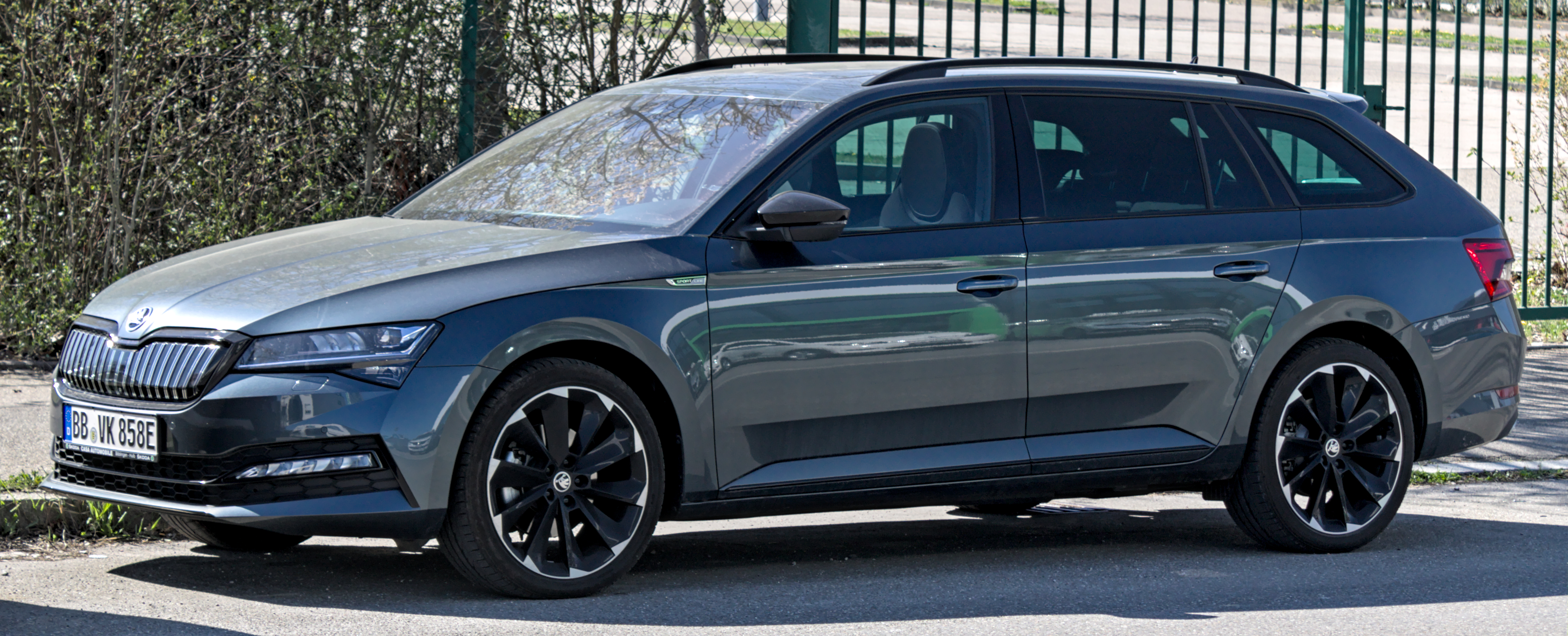
Skoda Superb Combi iV, 2020 год

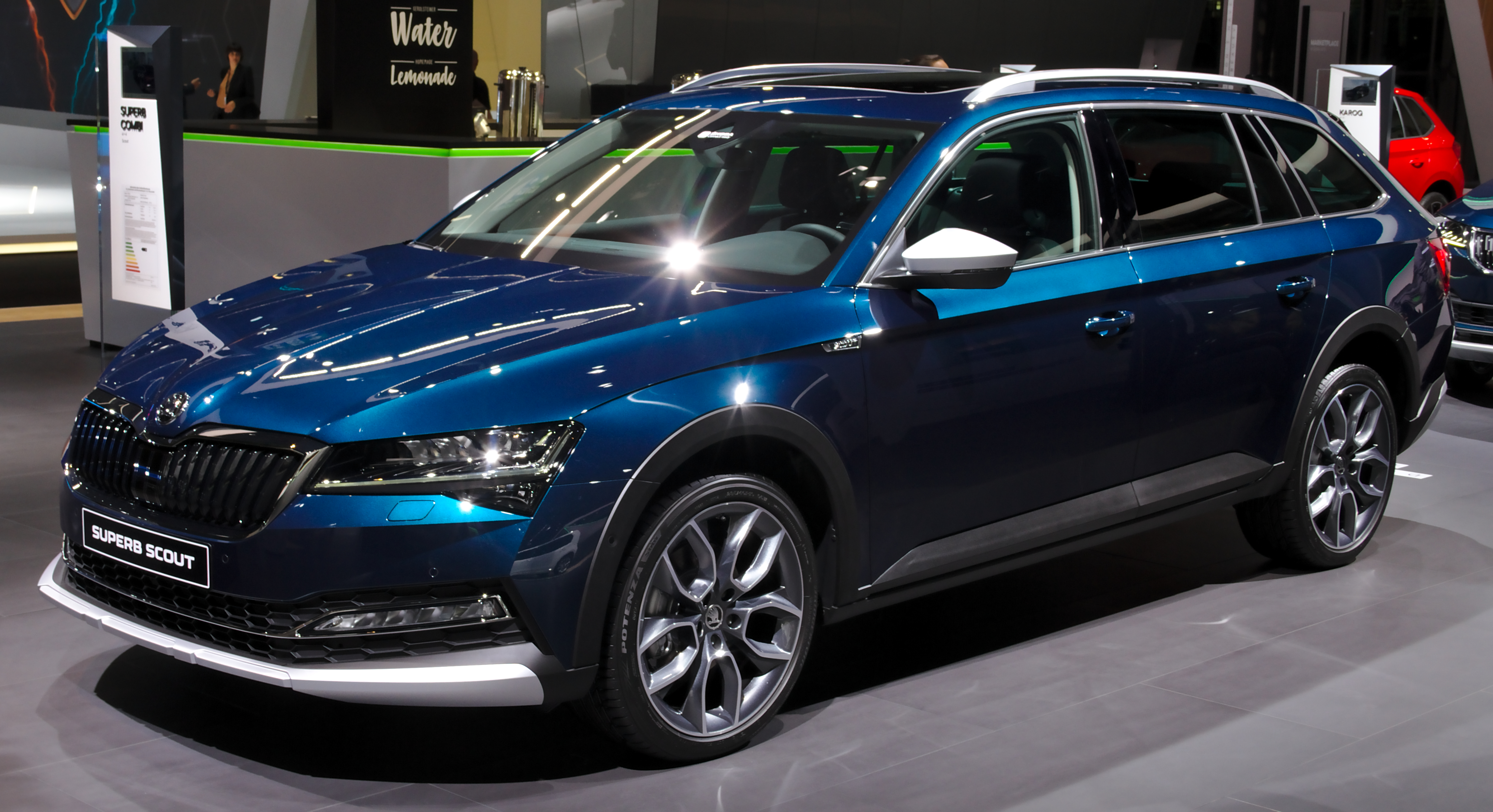
Skoda Superb Scout, 2019 год

Рестайлинговая Škoda Superb третьего поколения была представлена в мае 2019 года в рамках 83-го чемпионата мира по хоккею (проходившего в Словакии), генеральным партнёром которого являлся бренд Škoda (компания имеет длительную историю поддержки турниров по хоккею с шайбой, в частности, с 1993 года непрерывно является генеральным партнёром чемпионата мира). Главные визуальные отличия — новая передняя и задняя светотехника, бамперы иной формы, на задней двери вместо логотипа появилась крупная надпись ŠKODA заглавными буквами — знак нового языка дизайна чешского бренда. Модернизированный Superb получил в качестве опций светодиодные матричные фары, беспроводную зарядку телефона и новый адаптивный круиз-контроль, который может самостоятельно регулировать скорость, учитывая крутизну поворотов и различные дорожные ограничения. Новая версия Škoda Superb Scout предлагаемая в ряде европейских стран, имеет полный привод, увеличенный на 15 мм дорожный просвет, усиленную защиту двигателя, пластиковые защитные накладки на кузове.
В мае 2019-го был представлен первый серийный подключаемый гибрид марки Superb iV, дополнивший гамму версий модели. В автомобиле применяется тандем бензинового двигателя 1.4 TSI (мощностью 156 л. с.) в сочетании с электродвигателем мощностью 85 кВт. Тяговая аккумуляторная батарея имеет емкость 13 кВт⋅ч позволяет проехать только на электричестве расстояние до 55 км. А общий запас хода с учетом топлива в баке — до 850 км. Суммарные пиковые показатели гибридной силовой установки — мощность 218 л. с. и крутящий момент 400 Нм. В названии этого и всех последующих электрокаров и гибридов чешского бренда планируется использовать приставку iV.

### Оценки
В 2016 году Škoda Superb третьего поколения был удостоен звания «Автомобиль года» в Чехии, Эстонии и Македонии. Получил Гран-при журнала «За рулём» 2016 года, как победитель в номинации «Средний и бизнес-класс», по итогам голосования читателей. Стал обладателем награды «Топ-5 Авто» 2016 года в номинации «Большой и представительский городской автомобиль». Также Superb стал «Лучшим семейным автомобилем» 2016 года по версии журнала Auto Express (Великобритания). В 2017 году Superb был назван «Автомобиль года в России» в бизнес-классе.
Модель получила в целом положительные отзывы по итогам тест-драйвов. В сравнительных испытаниях с прямыми конкурентами неоднократно одерживала победу.

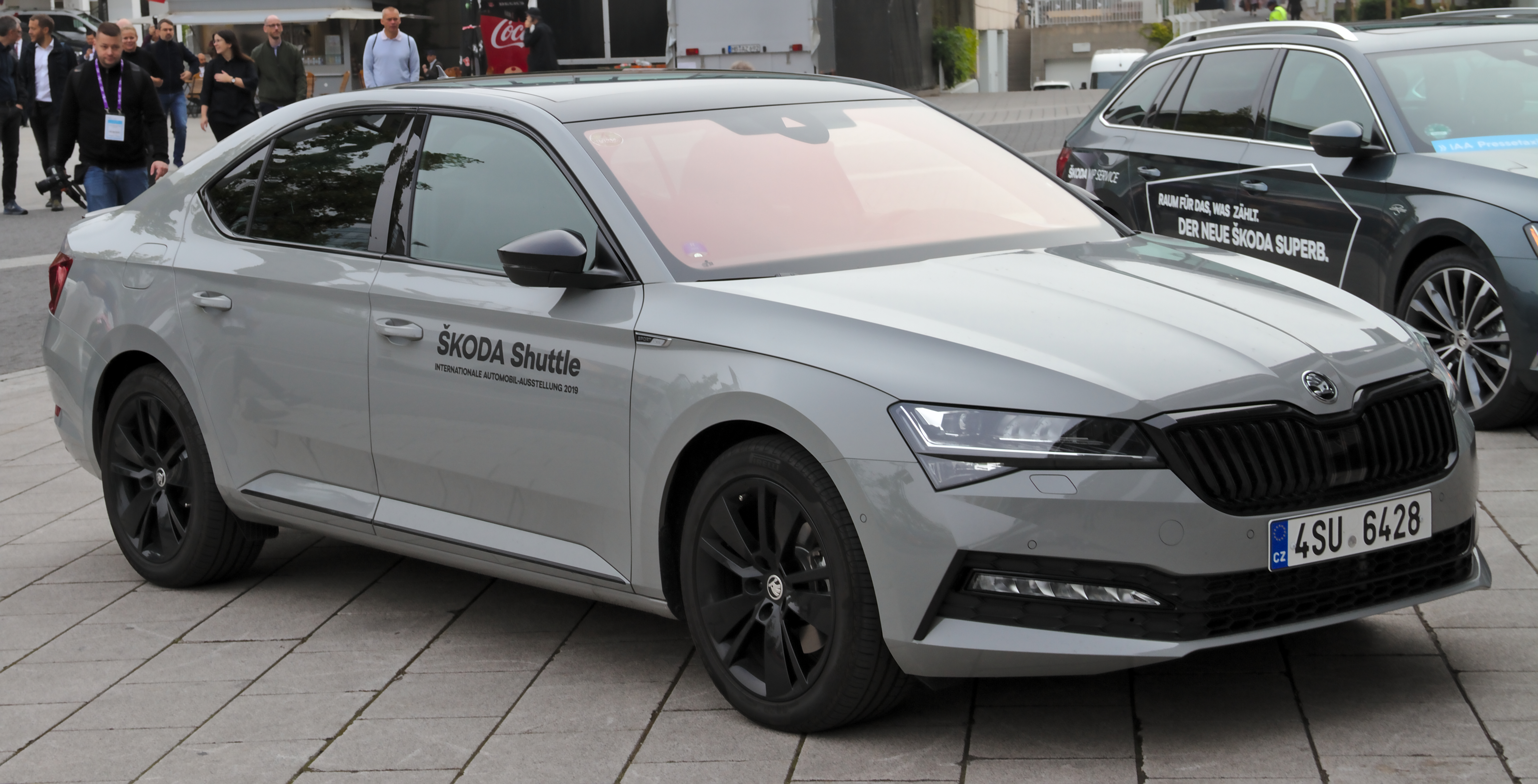
Skoda Superb (B8) после рестайлинга, 2019 год

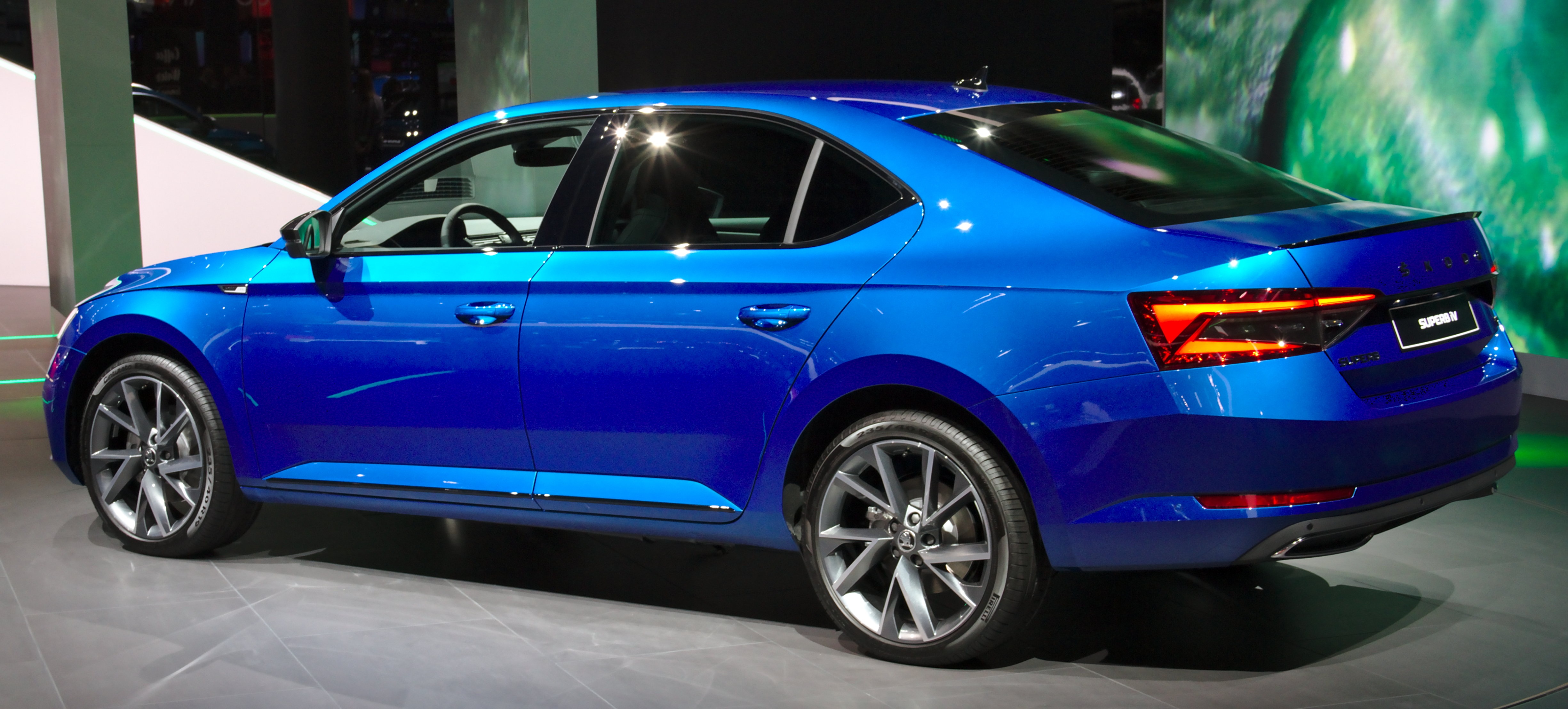
Skoda Superb (B8) после рестайлинга, 2019 год

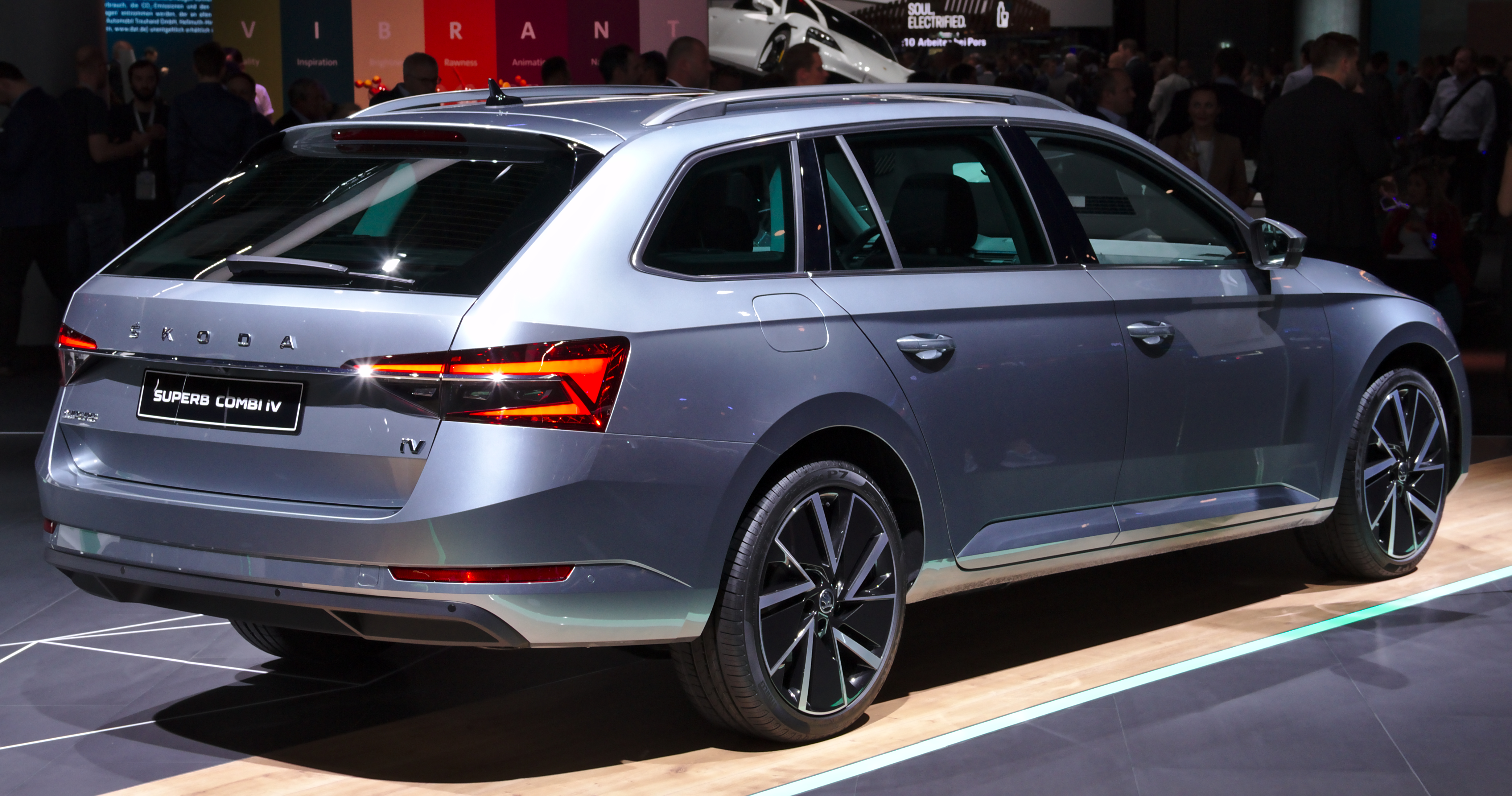
Skoda Superb Combi iV, 2020 год

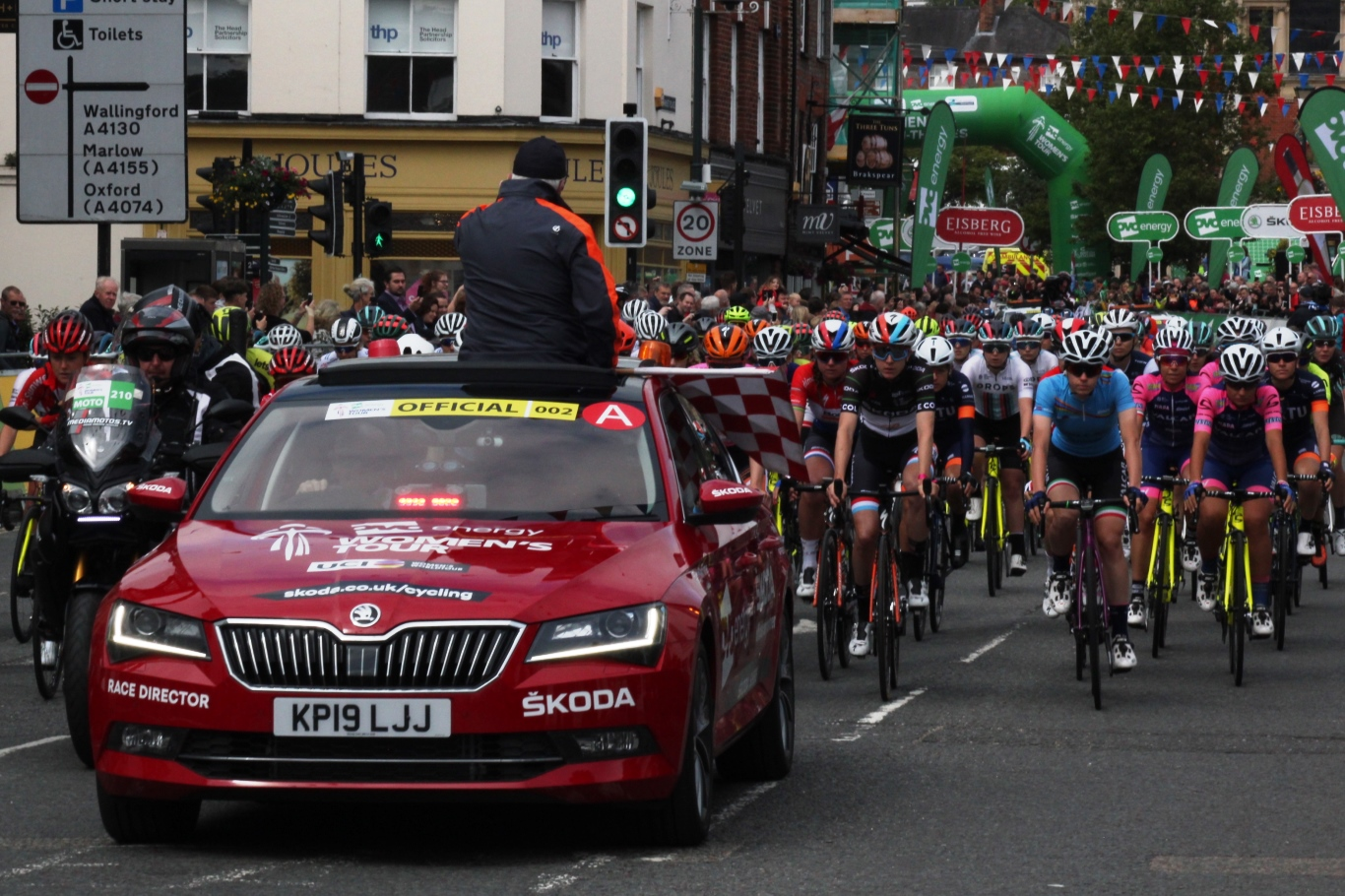
Дорестайлинговый Škoda Superb в качестве штабного автомобиля велогонки

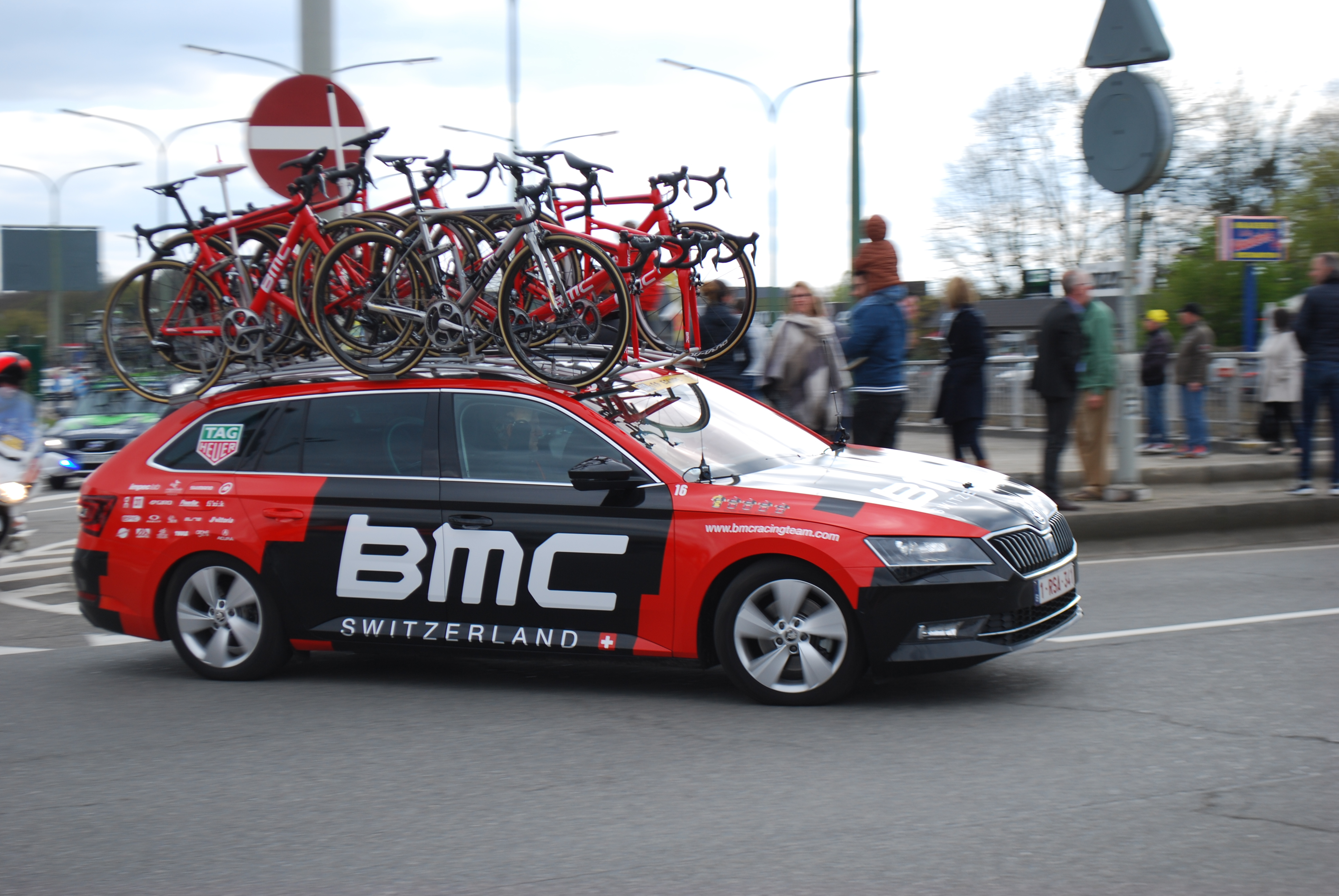
Дорестайлинговый Škoda Superb в качестве автомобиля сопровождения велогонки

### Безопасность
| Euro NCAP                                                            | Euro NCAP | Euro NCAP | Euro NCAP             |
| -------------------------------------------------------------------- | --------- | --------- | --------------------- |
| · общий рейтинг                                                      |           |           |                       |
| 86%                                                                  | 86%       | 71%       | 76%                   |
| взрослый пассажир                                                    | ребёнок   | пешеход   | активная безопасность |
| Протестированная модель: Skoda Superb 2.0 TDI 'Ambition', LHD (2015) |           |           |                       |

### Продажи
| Продажи, шт. | Продажи, шт. |
| Год          | В России     |
| ------------ | ------------ |
| 2015         | 1232         |
| 2016         | 1394         |
| 2017         | 1881         |
| 2018         | 2180         |
| 2019         | 1258         |
| 2020         | 530          |

### Двигатели и трансмиссии
Обзор двигателей и трансмиссий для Škoda Superb B8, Typ 3V:
| Бензиновые двигатели | Бензиновые двигатели | Бензиновые двигатели              | Бензиновые двигатели       | Бензиновые двигатели | Бензиновые двигатели | Бензиновые двигатели    |
| Название             | Рабочий объём        | Мощность при об/мин               | Крутящий момент при об/мин | Коробка передач      | Макс.скорость        | Разгон 0–100 км/ч [сек] |
| -------------------- | -------------------- | --------------------------------- | -------------------------- | -------------------- | -------------------- | ----------------------- |
| 1.4 TSI              | 1395 cc              | 92 кВт (125 л. с.) при 5000–6000  | 200 Нм при 1400–4000       | 6-ст МКПП            | 208 км/ч             | 9,9                     |
| 1.4 TSI              | 1395 cc              | 110 кВт (150 л. с.) при 5000–6000 | 250 Нм при 1500–3500       | 6-ст МКПП / 7-ст DSG | 220 км/ч             | 8,6                     |
| 1.4 TSI 4x4          | 1395 cc              | 110 кВт (150 л. с.) при 5000–6000 | 250 Нм при 1500–3500       | 6-ст МКПП            | 215 км/ч             | 9                       |
| 1.8 TSI              | 1798 cc              | 132 кВт (179 л. с.) при 4000–6200 | 320 Нм при 1450–3900       | 6-ст МКПП            | 232 км/ч             | 8                       |
| 1.8 TSI DSG          | 1798 cc              | 132 кВт (179 л. с.) при 5100–6200 | 250 Нм при 1250–5000       | 7-ст DSG             | 230 км/ч             | 8,2                     |
| 2.0 TSI              | 1984 cc              | 162 кВт (220 л. с.) при 4500–6200 | 350 Нм при 1500–4400       | 6-ст DSG             | 245 км/ч             | 7,0                     |
| 2.0 TSI 4x4          | 1984 cc              | 200 кВт (272 л. с.) при 5500–6500 | 350 Нм при 2000–5400       | 7-ст DSG             | 250 км/ч             | 5,5                     |
| 2.0 TSI 4x4          | 1984 cc              | 206 кВт (280 л. с.) при 5600–6500 | 350 Нм при 1700–5600       | 6-ст DSG             | 250 км/ч             | 5,8                     |
| Дизельные двигатели  |                      |                                   |                            |                      |                      |                         |
| Название             | Рабочий объём        | Мощность                          | Крутящий момент            | Коробка передач      | Макс.скорость        | Разгон 0–100 км/ч [сек] |
| 1.6 TDI              | 1598 cc              | 88 кВт (120 л. с.) при 3500–4000  | 250 Нм при 1500–3250       | 6-ст МКПП            | 206 км/ч             | 10,9                    |
| 2.0 TDI              | 1968 cc              | 110 кВт (150 л. с.) при 3500–4000 | 340 Нм при 1750–3000       | 6-ст МКПП / 6-ст DSG | 220 км/ч             | 8,8                     |
| 2.0 TDI (4x4)        | 1968 cc              | 110 кВт (150 л. с.) при 3500–4000 | 340 Нм при 1750–3000       | 6-ст МКПП            | 215 км/ч             | 9                       |
| 2.0 TDI              | 1968 cc              | 140 кВт (190 л. с.) при 3500–4000 | 400 Нм при 1750–3250       | 6-ст МКПП / 6-ст DSG | 237 км/ч             | 8                       |
| 2.0 TDI (4x4)        | 1968 cc              | 140 кВт (190 л. с.) при 3500–4000 | 400 Нм при 1750–3250       | 6-ст DSG             | 230 км/ч             | 7,6                     |

## Автомобиль сопровождения в велогонках
Škoda является транспортным партнёром двух из трёх самых престижных соревнований в шоссейном велоспорте — Гранд Туров: Тур де Франс (с 2004 года) и Тур Испании (Вуэльта, с 2011 года). Во время проведения веломногодневок для организации и сопровождения гонок предоставляется до 250 автомобилей разных моделей, среди которых всегда присутствует Superb. Причём, руководитель гонок пользуется специально подготовленной версией модели, в которой установлено различное оборудование, радиосвязь, в крыше сделан большой люк нестандартной формы и установлены поручни, для возможности оперативно выглядывать из машины на ходу. Плюс Škoda выступает спонсором награды за спринтерскую номинацию, обладатель которой получает «зелёную майку» (Green Jersey), и на Тур де Франс, и на Вуэльте. Это связано в том числе с историческими корнями, ведь компания Laurin & Klement (предшественник Škoda) начала свою деятельность в 1895 году с производства велосипедов. 

## Четвертое поколение (B9,Typ3Y; 2023 – настоящее время)
Официальный дебют Superb четвертого поколения состоится 2 ноября 2023 года. В отличие от родственного ему Passat B9, модель будет предлагаться в кузовах универсал и лифтбек. В линейку двигателей войдут бензиновые, дизельные и новый подключаемый гибрид. 